# Ionenbeweglichkeit
Die Ionenbeweglichkeit {\displaystyle \mu } (heute meist aber Symbol {\displaystyle v}, da mit {\displaystyle \mu } das chemische Potential bezeichnet wird) ist in der physikalischen Chemie definiert als die auf die elektrische Feldstärke normierte Wanderungsgeschwindigkeit von Ionen in einem Lösungsmittel bei einer bestimmten Temperatur.

## Definition
Die Ionenbeweglichkeit ist das Verhältnis aus der Wanderungsgeschwindigkeit von Ionen im elektrischen Feld und der elektrischen Feldstärke:
{\displaystyle v={\frac {u}{E}},\quad [v]=\mathrm {\frac {cm^{2}}{V\cdot s}} }
mit
- der ionischen Wanderungsgeschwindigkeit {\displaystyle u}, {\displaystyle [u]=\mathrm {\frac {cm}{s}} }
- der elektrischen Feldstärke {\displaystyle E}, {\displaystyle [E]=\mathrm {\frac {V}{cm}} }.

In jedem Falle muss die Bezugstemperatur {\displaystyle T} mit angegeben werden, da {\displaystyle v} stark temperaturabhängig ist.
Physiker benutzen teilweise noch die Symbole der klassischen Physik:
{\displaystyle \mu ={\frac {v}{E}}}
mit der physikalischen Geschwindigkeit {\displaystyle v} des Ions.
Streng genommen müsste auch die Konzentration {\displaystyle c} angegeben werden. Tabellarisch vorliegende Werte beziehen sich immer auf {\displaystyle c=0} (Grenz-Ionenbeweglichkeit in Analogie zur Grenz-Äquivalentleitfähigkeit). Mit ihr hängt die spezifische Leitfähigkeit von Elektrolyten zusammen.
Die Wanderungsgeschwindigkeit {\displaystyle u(i)} des Ions {\displaystyle i} ist proportional zur elektrischen Feldstärke {\displaystyle E}, während die Ionenbeweglichkeit eine isotherme Konstante für jede Ionenart in einem Lösemittel ist (daher die Normierung auf {\displaystyle E}). Ionen mit unterschiedlicher Ionenbeweglichkeit {\displaystyle v} können also in gleichem elektrischem Feld nie gleich schnell wandern.
Das Produkt aus Ionenbeweglichkeit und Faradaykonstante {\displaystyle F} ist die Grenz-Äquivalentleitfähigkeit (Grenzleitfähigkeit). Das Produkt aus Ionenbeweglichkeit und elektrischer Feldstärke {\displaystyle E} ist die Wanderungsgeschwindigkeit des Ions bei Idealverdünnung.

## Zahlenwerte
{\displaystyle u} ist hier die Wanderungsgeschwindigkeit des Ions berechnet für die Feldstärke 1 V/cm; bei jeder anderen Feldstärke wandert es schneller oder langsamer.
Der Temperaturkoeffizient {\displaystyle \alpha } ist die relative Zunahme von Ionenbeweglichkeit oder Wanderungsgeschwindigkeit oder Äquivalentleitfähigkeit (Grenzleitfähigkeit) je Kelvin Temperaturerhöhung, jeweils bezogen (normiert) auf einen Bezugswert (hier wird der Wert zu 18 °C benutzt: {\displaystyle \alpha _{i,18\,^{\circ }\mathrm {C} }}). Zu dessen Definition siehe Temperaturabhängigkeit der Überführungszahl.
Die Kationen sind sortiert nach steigender Wertigkeit in der Reihenfolge in ihrer Haupt- oder Nebengruppe aufgelistet. Die Anionen sind zunächst nach Wertigkeit, danach nach der Ordnungszahl des Zentralatoms sortiert. Die organischen Anionen werden am Ende der Tabelle nach Wertigkeit sowie nach den Anzahlen der Kohlenstoff- und Wasserstoff-Atome sortiert.
| Temperatur in °C | Ion | Symbol (Formel)                         | {\displaystyle z}              | {\displaystyle v} in S·m2/(A·s) (= m2/(V·s)) | {\displaystyle v} in S·cm2/(A·s) (= cm2/(V·s)) | {\displaystyle u} in cm/s (gilt nur bei: E = 1 V/cm) | Grenzleitfähigkeit (Äquivalentleitfähigkeit für c = 0) {\displaystyle (1/z)\lambda _{i,25\ ^{\circ }\mathrm {C} ,\ \mathrm {unendlich} }} in S·cm2/mol | Temperaturkoeffizient {\displaystyle \alpha _{i}^{18}} (bezogen auf die Werte von 18 °C) in K−1 | Temperaturkoeffizient {\displaystyle \alpha _{i}^{25}} (extrapoliert, bezogen auf die Werte von 25 °C) in K−1 |
| ---------------- | --- | --------------------------------------- | ------------------------------ | -------------------------------------------- | ---------------------------------------------- | ---------------------------------------------------- | --- | ----------------------------------------------------------------------------------------------- | --- |
| 25               | Hydronium | H+ b.z.w. H3O+                          | +1                             | 3.627e-7                                     | 3.627e-3                                       | 3.627e-3                                             | 349,8 | 0,0159                                                                                          | 0,0143 |
| 25               | Lithium | Li+                                     | +1                             | 4.04e-8                                      | 4.04e-4                                        | 4.04e-4                                              | 38,69 | 0,0210                                                                                          | 0,0173 |
| 25               | Ammonium | NH4+                                    | +1                             | 7.62e-8                                      | 7.62e-4                                        | 7.62e-4                                              | 73,4 | 0,0187                                                                                          | 0,0169 |
| 25               | Trimethylammonium-Kation | NH(CH3)3+                               | +1                             | 4.89e-8                                      | 4.89e-4                                        | 4.89e-4                                              | 47,2 |                                                                                                 | |
| 25               | Tetramethylammonium-Kation | N(CH3)4+                                | +1                             | 4.30e-8                                      | 4.30e-4                                        | 4.30e-4                                              | 41,5 |                                                                                                 | |
| 25               | Tetraäthylammonium-Kation | N(C2H5)4+                               | +1                             | 3.45e-8                                      | 3.45e-4                                        | 3.45e-4                                              | 33,3 | 0,0264                                                                                          | 0,0223 |
| 25               | Tetrapropylammonium-Kation | N(C3H7)4+                               | +1                             | 2.38e-8                                      | 2.38e-4                                        | 2.38e-4                                              | 23 |                                                                                                 | |
| 25               | Hydroxylammonium(I)-Kation | [NH3(OH)]+                              | +1                             | ?                                            | ?                                              | ?                                                    | ? |                                                                                                 | |
| 25               | Hydrazinium(I)-Kation | N2H5+                                   | +1                             | ?                                            | ?                                              | ?                                                    | ? |                                                                                                 | |
| 25               | Natrium | Na+                                     | +1                             | 5.193e-8                                     | 5.193e-4                                       | 5.193e-4                                             | 50,11 | 0,0198                                                                                          | 0,0174 |
| 25               | Kalium | K+                                      | +1                             | 7.618e-8                                     | 7.618e-4                                       | 7.618e-4                                             | 73,52 | 0,0187                                                                                          | 0,0165 |
| 25               | Rubidium | Rb+                                     | +1                             | 7.98e-8                                      | 7.98e-4                                        | 7.98e-4                                              | 77 | 0,02306                                                                                         | 0,0180 |
| 25               | Cäsium | Cs+                                     | +1                             | 7.98e-8                                      | 7.98e-4                                        | 7.98e-4                                              | 77 | 0,0218                                                                                          | 0,0170 |
| 25               | Vanadyl(I)-Kation (farbloses Vanadium(V)oxid-Kation) z. B. (VO2)2SO4                                                                                                   | VO2+                                    | +1                             | ?                                            | ?                                              | ?                                                    | ? |                                                                                                 | |
| 25               | Kupfer(I) | Cu1+                                    | +1                             | ?                                            | ?                                              | ?                                                    | |                                                                                                 | |
| 25               | Silber(I) | Ag+                                     | +1                             | 6.42e-8                                      | 6.42e-4                                        | 6.42e-4                                              | 61,92 | 0,0209                                                                                          | 0,0200 |
| 25               | Thallium(I) | TI+                                     | +1                             | 7.74e-8                                      | 7.74e-4                                        | 7.74e-4                                              | 74,7 | 0,02183                                                                                         | 0,0189 |
|                  | |                                         |                                |                                              |                                                |                                                      | |                                                                                                 | |
| 25               | Beryllium | Be2+                                    | +2                             | 4.66e-8                                      | 4.66e-4                                        | 4.66e-4                                              | 45 |                                                                                                 | |
| 25               | Dihydroxylammonium(II)-Kation z. B. als [NH3(OH)2]2+SO42− | [NH3(OH)2]2+                            | +2                             | ?                                            | ?                                              | ?                                                    | ? |                                                                                                 | |
| 25               | Hydrazinium(II)-Kation | N2H62+                                  | +2                             | ?                                            | ?                                              | ?                                                    | ? |                                                                                                 | |
| 25               | Magnesium | Mg2+                                    | +2                             | 5.49e-8                                      | 5.49e-4                                        | 5.49e-4                                              | 53,06 | 0,0217                                                                                          | 0,0189 |
| 25               | Calcium | Ca2+                                    | +2                             | 6.17e-8                                      | 6.17e-4                                        | 6.17e-4                                              | 59,5 | 0,0206                                                                                          | 0,0180 |
| 25               | Strontium | Sr2+                                    | +2                             | 6.163e-8                                     | 6.163e-4                                       | 6.163e-4                                             | 59,46 | 0,02501                                                                                         | 0,0216 |
| 25               | Barium | Ba2+                                    | +2                             | 6.59e-8                                      | 6.59e-4                                        | 6.59e-4                                              | 63,64 | 0,0223                                                                                          | 0,0193 |
| 25               | Titanyl(II)-Kation (Titan-IV-oxid-Kation) | TiIVO2+                                 | +2                             | ?                                            | ?                                              | ?                                                    | ? |                                                                                                 | |
| 25               | Vanadium(II) (violett) | V2+                                     | +2                             | ?                                            | ?                                              | ?                                                    | ? |                                                                                                 | |
| 25               | Vanadyl(II)-Kation (blaues Vanadium(IV)oxid-Kation) z. B. VIVO2+SO42−                                                                                                  | VIVO2+                                  | +2                             | ?                                            | ?                                              | ?                                                    | ? |                                                                                                 | |
| 25               | Mangan(II) | Mn2+                                    | +2                             | 5.54e-8                                      | 5.54e-4                                        | 5.54e-4                                              | 50 | 0,0308                                                                                          | 0,0254 |
| 25               | Eisen(II) | Fe2+                                    | +2                             | 7.05e-8                                      | 7.05e-4                                        | 7.05e-4                                              | 53,5 | 0,0289                                                                                          | 0,0240 |
| 25               | Kobalt(II) | Co2+                                    | +2                             | 5.08e-8                                      | 5.08e-4                                        | 5.08e-4                                              | 49 | 0,0127                                                                                          | 0,0286 |
| 25               | Nickel(II) | Ni2+                                    | +2                             | 5.6e-8                                       | 5.6e-4                                         | 5.6e-4                                               | 49 | 0,0286                                                                                          | 0,0238 |
| 25               | Kupfer(II) | Cu2+                                    | +2                             | 5.87e-8                                      | 5.87e-4                                        | 5.87e-4                                              | 54 | 0,0329                                                                                          | 0,0268 |
| 25               | Zink(II) | Zn2+                                    | +2                             | 5.47e-8                                      | 5.47e-4                                        | 5.47e-4                                              | 53 | 0,0176                                                                                          | 0,0157 |
| 25               | Cadmium(II) | Cd2+                                    | +2                             | 5.6e-8                                       | 5.6e-4                                         | 5.6e-4                                               | 54 | 0,02819                                                                                         | 0,0212 |
| 25               | Quecksilber(I) | [HgI]22+=[HgI-HgI]2+                    | real+2/+1 statistisch je Atom! | 7.11e-8                                      | 7.11e-4                                        | 7.11e-4                                              | 68,6 |                                                                                                 | |
| 25               | Quecksilber(II) | Hg2+                                    | +2                             | 6.59e-8                                      | 6.59e-4                                        | 6.59e-4                                              | 63,6 |                                                                                                 | |
| 25               | Blei(II) | Pb2+                                    | +2                             | 7.25e-8                                      | 7.25e-4                                        | 7.25e-4                                              | 65 | 0,0211                                                                                          | 0,0184 |
| 25               | Radium | Ra2+                                    | +2                             | 6.92e-8                                      | 6.92e-4                                        | 6.92e-4                                              | 66,8 | 0,0257                                                                                          | 0,0220 |
| 25               | Uranyl-Kation | [UO2]2+                                 | +2                             | 1.74e-8 (unsicher)                           | 1.74e-4 (unsicher)                             | 1.74e-4 (unsicher)                                   | 16,8 (unsicher) |                                                                                                 | |
|                  | |                                         |                                |                                              |                                                |                                                      | |                                                                                                 | |
| 25               | Aluminium | Al3+                                    | +3                             | 6.53e-8                                      | 6.53e-4                                        | 6.53e-4                                              | 63 | 0,0821                                                                                          | 0,0522 |
| 25               | Titan(III) | Ti3+                                    | +3                             | ?                                            | ?                                              | ?                                                    | ? |                                                                                                 | |
| 25               | Vanadium(III) (grün) | V3+                                     | +3                             | ?                                            | ?                                              | ?                                                    | ? |                                                                                                 | |
| 25               | Chrom(III) | Cr3+                                    | +3                             | 6.94e-8                                      | 6.94e-4                                        | 6.94e-4                                              | 67 |                                                                                                 | |
| 25               | Hexammin-Cobalt(III)-Kation | [CoIII(NH3)6]3+                         | +3                             | 1.06e-7                                      | 1.06e-3                                        | 1.06e-3                                              | 102 |                                                                                                 | |
| 25               | Eisen(III) | Fe3+                                    | +3                             | 7.05e-8                                      | 7.05e-4                                        | 7.05e-4                                              | 68 | 0,0164                                                                                          | 0,0147 |
| 25               | Lanthan(III) | La3+                                    | +3                             | 7.22e-8                                      | 7.22e-4                                        | 7.22e-4                                              | 69,5 |                                                                                                 | |
| 25               | Cer(III) | Ce3+                                    | +3                             | 7.23e-8                                      | 7.23e-4                                        | 7.23e-4                                              | 69,8 |                                                                                                 | |
|                  | |                                         |                                |                                              |                                                |                                                      | |                                                                                                 | |
| 25               | Cer(IV) | Ce4+                                    | +4                             | ?                                            | ?                                              | ?                                                    | ? |                                                                                                 | |
|                  | |                                         |                                |                                              |                                                |                                                      | |                                                                                                 | |
| 25               | Tetrafluoroborat (Tetrafluoroborsäure-ion) | [BF4]−                                  | −1                             | ?                                            | ?                                              | ?                                                    | ? |                                                                                                 | |
| 25               | Tricyano-carban-Anion | (CN)3C−                                 | −1                             | 4.81e-8                                      | 4.81e-4                                        | 4.81e-4                                              | 46,4 | 0,0293                                                                                          | 0,0243 |
| 25               | Dicyano-azanid(−1)-Anion (auch: Dicyano-amid-Anion) | (CN)2N−                                 | −1                             | 5.63e-8                                      | 5.63e-4                                        | 5.63e-4                                              | 54,3 | 0,0240                                                                                          | 0,0205 |
| 25               | Metaborat makromolekulares meta-Borsäureion (Dioxoborat) | [BO2]n−                                 | −1                             | ?                                            | ?                                              | ?                                                    | ? |                                                                                                 | |
| 25               | Hydrogencarbonat | HCO3−                                   | −1                             | 4.61e-8                                      | 4.61e-4                                        | 4.61e-4                                              | 44,5 |                                                                                                 | |
| 25               | Cyanid (Zyanid) | CN−                                     | −1                             | 8.08e-8                                      | 8.08e-4                                        | 8.08e-4                                              | 82 |                                                                                                 | |
| 25               | Cyanat (Zyanat) | OCN−                                    | −1                             | 6.70e-8                                      | 6.70e-4                                        | 6.70e-4                                              | 64,6 | 0,02555                                                                                         | 0,0217 |
| 25               | Thiocyanat (Rhodanid, Thiozyanat) | SCN−                                    | −1                             | 6.84e-8                                      | 6.84e-4                                        | 6.84e-4                                              | 66 | 0,0226                                                                                          | 0,0195 |
| 25               | Carbaminat auch Carbamat (Ion der Amidokohlensäure) | (NH2)COO−                               | −1                             | ?                                            | ?                                              | ?                                                    | ? |                                                                                                 | |
| 25               | Azid | N3−                                     | −1                             | 7.20e-8                                      | 7.20e-4                                        | 7.20e-4                                              | 69,5 |                                                                                                 | |
| 25               | Nitrit | NO2−                                    | −1                             | 7.5e-8                                       | 7.5e-4                                         | 7.5e-4                                               | 72 | 0,0315                                                                                          | 0,0258 |
| 25               | Nitrat | NO3−                                    | −1                             | 7.41e-8                                      | 7.41e-4                                        | 7.41e-4                                              | 71,44 | 0,0219                                                                                          | 0,0178 |
| 25               | Fulminat (Fulminsäureion, Knallsäureion) | CNO−                                    | −1                             | ?                                            | ?                                              | ?                                                    | ? |                                                                                                 | |
| 25               | Hydroxid | OH−                                     | −1                             | 2.052e-7                                     | 2.052e-3                                       | 2.052e-3                                             | 197,6 | 0,0206                                                                                          | 0,0180 |
| 25               | Deuteroxid (deuteriertes Hydroxid-Ion) | OD−                                     | −1                             | 1.23e-7                                      | 1.23e-3                                        | 1.23e-3                                              | 119 |                                                                                                 | |
| 25               | Hydrogenperoxid | HO2−                                    | −1                             | ?                                            | ?                                              | ?                                                    | |                                                                                                 | |
| 25               | Fluorid | F−                                      | −1                             | 5.742e-8                                     | 5.742e-4                                       | 5.742e-4                                             | 55 | 0,0255                                                                                          | 0,0217 |
| 25               | Hydrogendifluorid | HF2−                                    | −1                             | 7.8e-8                                       | 7.8e-4                                         | 7.8e-4                                               | 75 |                                                                                                 | |
| 25               | Trihydrogenorthosilikat | H3SiO4−                                 | −1                             | ?                                            | ?                                              | ?                                                    | ? |                                                                                                 | |
| 25               | Dihydrogenphosphat | H2PO4−                                  | −1                             | 3.73e-8                                      | 3.73e-4                                        | 3.73e-4                                              | 36 | 0,0408                                                                                          | 0,0317 |
| 25               | Hexafluorophosphat (Hexafluorophosphorsäure-Ion) | [PVF6]−                                 | −1                             | ?                                            | ?                                              | ?                                                    | ? |                                                                                                 | |
| 25               | Hexafluoroarsenat (Hexafluoroarsen-V-säure-Ion) | [AsV F6]−                               | −1                             | ?                                            | ?                                              | ?                                                    | ? |                                                                                                 | |
| 25               | Hexafluoroantimonat (Hexafluorantimonsäure-Ion) | [SbVF6]−                                | −1                             | ?                                            | ?                                              | ?                                                    | ? |                                                                                                 | |
| 25               | Hydrogensulfid | HS−                                     | −1                             | 6.7e-8                                       | 6.7e-4                                         | 6.7e-4                                               | 65 | 0,02005                                                                                         | 0,0176 |
| 25               | Hydrogensulfit | HSO3−                                   | −1                             | 6.01e-8                                      | 6.01e-4                                        | 6.01e-4                                              | 58 |                                                                                                 | |
| 25               | Hydrogensulfat | HSO4−                                   | −1                             | 5.18e-8                                      | 5.18e-4                                        | 5.18e-4                                              | 50 |                                                                                                 | |
| 25               | Chlorid | Cl−                                     | −1                             | 7.918e-8                                     | 7.918e-4                                       | 7.918e-4                                             | 76,34 | 0,0225                                                                                          | 0,0189 |
| 25               | Hypochlorit | ClO−                                    | −1                             | ?                                            | ?                                              | ?                                                    | ? |                                                                                                 | |
| 25               | Chlorit | ClO2−                                   | −1                             | 5.39e-8                                      | 5.39e-4                                        | 5.39e-4                                              | 52 |                                                                                                 | |
| 25               | Chlorat | ClO3−                                   | −1                             | 6.77e-8                                      | 6.77e-4                                        | 6.77e-4                                              | 65,3 | 0,0243                                                                                          | 0,0208 |
| 25               | Perchlorat | ClO4−                                   | −1                             | 7.05e-8                                      | 7.05e-4                                        | 7.05e-4                                              | 68,0 | 0,0215                                                                                          | 0,0187 |
| 25               | Trioxovanadat-V (Metavanadat-V) | VO3−                                    | −1                             | ?                                            | ?                                              | ?                                                    | ? |                                                                                                 | |
| 25               | Permanganat (violett-dunkelrotes Manganat-VII) | MnVIIO4−                                | −1                             | 6.32e-8                                      | 6.32e-4                                        | 6.32e-4                                              | 61 | 0,0216                                                                                          | 0,0187 |
| 25               | Dicyanokuprat-I (auch Dicyanocuprat-I) | [CuI(CN)2]−                             | −1                             | ?                                            | ?                                              | ?                                                    | ? |                                                                                                 | |
| 25               | Dihydrogenarsenat (Dihydrogenarsenat-V) | H2AsVO4−                                | −1                             | 3.52e-8                                      | 3.52e-4                                        | 3.52e-4                                              | 34 |                                                                                                 | |
| 25               | Dicyanoargentat-I | [AgI(CN)2]−                             | −1                             | ?                                            | ?                                              | ?                                                    | ? |                                                                                                 | |
| 25               | Dichloroargentat-I | [AgICl2]−                               | −1                             | ?                                            | ?                                              | ?                                                    | ? |                                                                                                 | |
| 25               | Antimonit (Antimonat-III) Ion der Antimonigen Säure | SbIIIO2−                                | −1                             | ?                                            | ?                                              | ?                                                    | ? |                                                                                                 | |
| 25               | Trioxoantimonat-V (meta-Antimonat-V) Ion der Metaantimon(V)säure HSbO3                                                                                                 | SbVO3−                                  | −1                             | ?                                            | ?                                              | ?                                                    | ? |                                                                                                 | |
| 25               | wasserhaltiges Tetroxoantimonat-V (Orthoantimonat-V) Ion der ortho-Antimonsäure H3SbO4 Der enthaltene Wasserstoff ist chemisch gebundenes Wasser, kein Hydrogensalz!   | H2SbVO4−=H2O*SbVO3−                     | −1                             | 3.2e-8                                       | 3.2e-4                                         | 3.2e-4                                               | 31 |                                                                                                 | |
| 25               | Hexahydroxoantimonat (Hexahydroxoantimonat-V) Ion der Antimonsäure | SbV(OH)6−                               | −1                             | ?                                            | ?                                              | ?                                                    | ? |                                                                                                 | |
| 25               | Bromid | Br−                                     | −1                             | 8.09e-8                                      | 8.09e-4                                        | 8.09e-4                                              | 78,3 | 0,0237                                                                                          | 0,0203 |
| 25               | Tribromid | Br3−                                    | −1                             | 4.46e-8                                      | 4.46e-4                                        | 4.46e-4                                              | 43 |                                                                                                 | |
| 25               | Hypobromit Ion der Hypobromigen Säure | BrO−                                    | −1                             | ?                                            | ?                                              | ?                                                    | ? |                                                                                                 | |
| 25               | Bromit Ion der Bromigen Säure | BrO2−                                   | −1                             | ?                                            | ?                                              | ?                                                    | ? |                                                                                                 | |
| 25               | Bromat | BrO3−                                   | −1                             | 5.8e-8                                       | 5.8e-4                                         | 5.8e-4                                               | 55,7 | 0,02041                                                                                         | 0,0179 |
| 25               | Iodid | I−                                      | −1                             | 7.96e-8                                      | 7.96e-4                                        | 7.96e-4                                              | 76,8 | 0,0234                                                                                          | 0,0200 |
| 25               | Triiodid | J3−                                     | −1                             | ?                                            | ?                                              | ?                                                    | ? |                                                                                                 | |
| 25               | Iodat | IO3−                                    | −1                             | 4.30e-8                                      | 4.30e-4                                        | 4.30e-4                                              | 41,5 | 0,0275                                                                                          | 0,0231 |
| 25               | Tetroxoperjodat (Metaperiodat) | JO4−                                    | −1                             | 5.636e-8                                     | 5.636e-4                                       | 5.636e-4                                             | 54,38 | 0,0157                                                                                          | 0,0141 |
| 25               | wasserhaltiges Pentoxoperjodat z. B. LiH2JO5 (früher: "Mesoperjodat", "Mesoperjodsäure H3JO5")                                                                         | H2JO5−=H2O · [JO4]−                     | −1                             | ?                                            | ?                                              | ?                                                    | ? |                                                                                                 | |
| 25               | wasserhaltiges Heptoxoperjodat z. B. LiH6JO7 (früher: "Paraperjodat", "Paraperjodsäure H7JO7")                                                                         | H6JO7−=H2O · [H4JO6]−                   | −1                             | ?                                            | ?                                              | ?                                                    | ? |                                                                                                 | |
| 25               | Perrhenat (farbloses Rhenat-VII) | ReVIIO4−                                | −1                             | 5.667e-8                                     | 5.667e-4                                       | 5.667e-4                                             | 54,68 | 0,02513                                                                                         | 0,0214 |
| 25               | Hydrogentellurat-VI | H5TeVIO6−=TeVIO(OH)5−                   | −1                             | ?                                            | ?                                              | ?                                                    | ? |                                                                                                 | |
| 25               | Dicyanoaurat-I | [AuI(CN)2]−                             | −1                             | ?                                            | ?                                              | ?                                                    | ? |                                                                                                 | |
| 25               | Tetrachloroaurat-III Ion der Tetrachlorogold(III)-säure | [AuIIICl4]−                             | −1                             | ?                                            | ?                                              | ?                                                    | ? |                                                                                                 | |
|                  | |                                         |                                |                                              |                                                |                                                      | |                                                                                                 | |
| 25               | Tetraborat Tetraborsäureion | B4O5(OH)42− (früher fälschlich: B4O72−) | −2                             | ?                                            | ?                                              | ?                                                    | ? |                                                                                                 | |
| 25               | Carbonat (Karbonat) | CO32−                                   | −2                             | 7.15e-8                                      | 7.15e-4                                        | 7.15e-4                                              | 74 | 0,0214                                                                                          | 0,0186 |
| 25               | Peroxid | O22−                                    | −2                             | ?                                            | ?                                              | ?                                                    | |                                                                                                 | |
| 25               | Metasilikat | SiO32−                                  | −2                             | ?                                            | ?                                              | ?                                                    | ? |                                                                                                 | |
| 25               | Dihydrogenorthosilikat | H2SiO42−                                | −2                             | ?                                            | ?                                              | ?                                                    | ? |                                                                                                 | |
| 25               | Hexafluorosilikat (Hexafluorokieselsäure-ion) | [SiF6]2−                                | −2                             | ?                                            | ?                                              | ?                                                    | ? |                                                                                                 | |
| 25               | Hydrogenphosphat | HPO42−                                  | −2                             | 5.9e-8                                       | 5.9e-4                                         | 5.9e-4                                               | 57 |                                                                                                 | |
| 25               | Sulfid | S2−                                     | −2                             | 5.6e-8                                       | 5.6e-4                                         | 5.6e-4                                               | 54 |                                                                                                 | |
| 25               | Sulfoxylat (Ion der Sulfoxylsäure) | SIIO22−                                 | −2                             | ?                                            | ?                                              | ?                                                    | ? |                                                                                                 | |
| 25               | Sulfit ("Sulfat-IV") | SIVO32−                                 | −2                             | 7.46e-8                                      | 7.46e-4                                        | 7.46e-4                                              | 72 |                                                                                                 | |
| 25               | Sulfat ("Sulfat-VI") | SVIO42−                                 | −2                             | 8.29e-8                                      | 8.29e-4                                        | 5.742e-4                                             | 80 | 0,0240                                                                                          | 0,0205 |
| 25               | Peroxomonosulfat (Peroxosulfat-VI) | SVIO52−                                 | −2                             | ?                                            | ?                                              | ?                                                    | ? |                                                                                                 | |
| 25               | Disulfid | S22−                                    | −2                             | ?                                            | ?                                              | ?                                                    | ? |                                                                                                 | |
| 25               | Thiosulfit (Ion der thioschwefligen Säure) | S2O22−                                  | −2                             | ?                                            | ?                                              | ?                                                    | ? |                                                                                                 | |
| 25               | Thiosulfat (Di-schwefel-II-säure-Ion) | SII2O32−                                | −2                             | 8.8e-8                                       | 8.8e-4                                         | 8.8e-4                                               | 84,9 |                                                                                                 | |
| 25               | Dithionit (Di-schwefel-III-säure-Ion) | SIII2O42−                               | −2                             | 6.89e-8                                      | 6.89e-4                                        | 6.89e-4                                              | 66,5 |                                                                                                 | |
| 25               | Disulfit (Ion der dischwefligen Säure, Dischwefel-IV-säure) Disulfat-IV                                                                                                | SIV2O52−                                | −2                             | ?                                            | ?                                              | ?                                                    | ? |                                                                                                 | |
| 25               | Dithionat (Di-schwefel-V-säure-Ion) | SV2O62−                                 | −2                             | ?                                            | ?                                              | ?                                                    | ? |                                                                                                 | |
| 25               | Disulfat (Di-schwefel-VI-säure-on) | SVI2O72−                                | −2                             | ?                                            | ?                                              | ?                                                    | ? |                                                                                                 | |
| 25               | Peroxodisulfat (Peroxo-Di-schwefelsäure-VI-ion) | SVI2O82−                                | −2                             | ?                                            | ?                                              | ?                                                    | |                                                                                                 | |
| 25               | Trithionat (Ion der Trithionsäure, Thio-Dischwefelsäure) | S3O62−                                  | −2                             | ?                                            | ?                                              | ?                                                    | ? |                                                                                                 | |
| 25               | Tetrathionat (Ion der Tetrathionsäure) | S4O62−                                  | −2                             | ?                                            | ?                                              | ?                                                    | ? |                                                                                                 | |
| 25               | Tetracyanozinkat-II | [ZnII(CN)4]2−                           | −2                             | ?                                            | ?                                              | ?                                                    | ? |                                                                                                 | |
| 25               | Chromat (Mono-Chromat-VI) | CrVIO42−                                | −2                             | 8.7e-8                                       | 8.7e-4                                         | 8.7e-4                                               | 83 | 0,0238                                                                                          | 0,0204 |
| 18!              | Dichromat (Di-Chromat-VI) | CrVI2O72−                               | −2                             | 4.66e-8                                      | 4.66e-4                                        | 4.66e-4                                              | bei 18 °C: 45 |                                                                                                 | |
| 25               | Manganat (grünes Manganat-VI) | MnVIO42−                                | −2                             | ?                                            | ?                                              | ?                                                    | ? |                                                                                                 | |
| 25               | Ferrat-VI | [FeVIO4]2−                              | −2                             | ?                                            | ?                                              | ?                                                    | ? |                                                                                                 | |
| 25               | Selenit (Ion der Selenigen Säure) | SeO32−                                  | −2                             | ?                                            | ?                                              | ?                                                    | ? |                                                                                                 | |
| 25               | Selenat (Selensäureion) | SeO42−                                  | −2                             | 7.85e-8                                      | 7.85e-4                                        | 7.85e-4                                              | 75,7 | 0,0235                                                                                          | 0,0202 |
| 25               | Selenid | Se2−                                    | −2                             | ?                                            | ?                                              | ?                                                    | ? |                                                                                                 | |
| 25               | Molybdat (Molybdat-VI) | MoVIO42−                                | −2                             | 7.67e-8                                      | 7.67e-4                                        | 7.67e-4                                              | 74,5 |                                                                                                 | |
| 25               | Tetracyanocadmat-II | [CdII(CN)4]2−                           | −2                             | ?                                            | ?                                              | ?                                                    | ? |                                                                                                 | |
| 25               | Stannat-IV (Metastannat-IV) Ion der Zinn-IV-säure | [SnIVO3]2−                              | −2                             | ?                                            | ?                                              | ?                                                    | ? |                                                                                                 | |
| 25               | Tellurid | Te2−                                    | −2                             | ?                                            | ?                                              | ?                                                    | ? |                                                                                                 | |
| 25               | wasserhaltiges Hexoxoperjodat (wasserhaltiges Orthoperiodat) kein Hydrogensalz, der enthaltene Wasserstoff ist hier chemisch gebundenes Wasser, z. B. im Salz Na2H3IO6 | H3IO62−                                 | −2                             | ?                                            | ?                                              | ?                                                    | ? |                                                                                                 | |
| 25               | Wolframat (Wolframat-VI) | WVIO42−                                 | −2                             | 7.19e-8                                      | 7.19e-4                                        | 7.19e-4                                              | 69,4 | 0,02518                                                                                         | 0,0214 |
| 25               | Hexachloroplatinat-IV Ion der Hexachloroplatin(IV)-säure | [PtIVCl6]2−                             | −2                             | ?                                            | ?                                              | ?                                                    | ? |                                                                                                 | |
| 25               | Tetrajodomercurat-II | [HgIII4]2−                              | −2                             | ?                                            | ?                                              | ?                                                    | ? |                                                                                                 | |
| 25               | Diuranat (Di-Uranat-VII) z. B. als Ammoniumdiuranat | [UVII2O7]2−                             | −2                             | ?                                            | ?                                              | ?                                                    | ? |                                                                                                 | |
|                  | |                                         |                                |                                              |                                                |                                                      | |                                                                                                 | |
| 25               | Orthoborat ortho-Borsäureion | BO33−                                   | −3                             | ?                                            | ?                                              | ?                                                    | ? |                                                                                                 | |
| 25               | Hexafluoroaluminat | [AlF6]3−                                | −3                             | ?                                            | ?                                              | ?                                                    | ? |                                                                                                 | |
| 25               | Hydrogenorthosilikat | HSiO43−                                 | −3                             | ?                                            | ?                                              | ?                                                    | ? |                                                                                                 | |
| 25               | Phosphit | PO33−                                   | −3                             | ?                                            | ?                                              | ?                                                    | ? |                                                                                                 | |
| 25               | Phosphat | PO43−                                   | −3                             | 7.25e-8                                      | 7.25e-4                                        | 7.25e-4                                              | 70,0 |                                                                                                 | |
| 25               | Tetroxovanadat (Orthovanadat-V) | VO43−                                   | −3                             | ?                                            | ?                                              | ?                                                    | ? |                                                                                                 | |
| 25               | Hexacyanoferrat(III)-Anion (Anion des roten Blutlaugensalzes) | [FeIII(CN)6]3−                          | −3                             | 1.047e-7                                     | 1.047e-3                                       | 1.047e-3                                             | 101 |                                                                                                 | |
| 25               | Arsenit (Arsenat-III) | AsIIIO33−                               | −3                             | ?                                            | ?                                              | ?                                                    | ? |                                                                                                 | |
| 25               | Arsenat (Arsenat-V) | AsVO43−                                 | −3                             | ?                                            | ?                                              | ?                                                    | ? |                                                                                                 | |
|                  | |                                         |                                |                                              |                                                |                                                      | |                                                                                                 | |
| 25               | Orthosilikat | SiO44−                                  | −4                             | ?                                            | ?                                              | ?                                                    | ? |                                                                                                 | |
| 25               | Divanadat (Ion der Divanadinsäure) | V2O74−                                  | −4                             | ?                                            | ?                                              | ?                                                    | ? |                                                                                                 | |
| 25               | Hexacyanoferrat(II)-Anion (Anion des gelben Blutlaugensalzes) | [FeII(CN)6]4−                           | −4                             | 1.150e-7                                     | 1.150e-3                                       | 1.150e-3                                             | 111 |                                                                                                 | |
|                  | |                                         |                                |                                              |                                                |                                                      | |                                                                                                 | |
| 25               | wasserfreies Hexoxoperjodat (wasserfreies Orthoperiodate) z. B. im Salz Ba5(IO6)2                                                                                      | IO65−                                   | −5                             | ?                                            | ?                                              | ?                                                    | ? |                                                                                                 | |
|                  | |                                         |                                |                                              |                                                |                                                      | |                                                                                                 | |
| 25               | Formiat (Methanat) Ameisensäureion | CHO2−=HCOO−                             | −1                             | 5.64e-8                                      | 5.64e-4                                        | 5.64e-4                                              | 54,6 | 0,0196                                                                                          | 0,0173 |
| 25               | Acetat (Azetat, Äthanat, Ethanat) Essigsäureion | C2H3O2−=CH3COO−                         | −1                             | 4.24e-8                                      | 4.24e-4                                        | 4.24e-4                                              | 40,9 | 0,0241                                                                                          | 0,0206 |
| 25               | Monochlor-Acetat Chloressigsäureion | C2H2O2Cl−=CH2ClCOO−                     | −1                             | 4.13e-8                                      | 4.13e-4                                        | 4.13e-4                                              | 39,8 |                                                                                                 | |
| 25               | Dichlor-Acetat Dichloressigsäureion | C2HO2Cl2−=CHCl2COO−                     | −1                             | 3.94e-8                                      | 3.94e-4                                        | 3.94e-4                                              | 38 |                                                                                                 | |
| 25               | Trichlor-Acetat Trichloressigsäureion | C2O2Cl3−=CCl3COO−                       | −1                             | 3.63e-8                                      | 3.63e-4                                        | 3.63e-4                                              | 35 |                                                                                                 | |
| 25               | Cyan-Acetat Cyanessigsäureion | C3H2O2N−=CH2(CN)COO−                    | −1                             | 4.33e-8                                      | 4.33e-4                                        | 4.33e-4                                              | 41,8 |                                                                                                 | |
| 25               | n-Propionat (n-Propanat) n-Propansäureion | C3H5O2−=C2H5COO−                        | −1                             | 3.71e-8                                      | 3.71e-4                                        | 3.71e-4                                              | 35,8 |                                                                                                 | |
| 25               | Lactat (Milchsäureion) | C3H5O3−=C2H4(OH)COO−                    | −1                             | ?                                            | ?                                              | ?                                                    | ? |                                                                                                 | |
| 25               | n-Butyrat (n-Butanat) n-Butansäureion | C4H7O2−=C3H7COO−                        | −1                             | 3.38e-8                                      | 3.38e-4                                        | 3.38e-4                                              | 32,6 |                                                                                                 | |
| 25               | Pikrat (Pikrinsäureion) | C6H2N3O7−=C6H2(NO2)3O−                  | −1                             | 3.15e-8                                      | 3.15e-4                                        | 3.15e-4                                              | 31 | 0,0333                                                                                          | 0,0270 |
| 25               | o-Chlor-benzoat (o-Chlorbenzoesäureion) | C7H4ClO2−=C6H4ClCOO−                    | −1                             | 3.16e-8                                      | 3.16e-4                                        | 3.16e-4                                              | 30,5 |                                                                                                 | |
| 25               | Benzoat (Benzoesäureion) | C7H5O2−=C6H5COO−                        | −1                             | 3.36e-8                                      | 3.36e-4                                        | 3.36e-4                                              | 32,3 |                                                                                                 | |
| 25               | o-Nitro-benzoat (o-Nitrobenzoesäureion) | C7H5NO4−=C6H4(NO2)COO−                  | −1                             | 3.29e-8                                      | 3.29e-4                                        | 3.29e-4                                              | 31,7 |                                                                                                 | |
| 25               | 3,5-Dinitro-benzoat (3,5-Dinitrobenzoesäureion) | C7H4NO6−=C6H4(NO2)2COO−                 | −1                             | 2.97e-8                                      | 2.97e-4                                        | 2.97e-4                                              | 28,7 |                                                                                                 | |
| 25               | Salicylat (Salicylsäureion) | C7H5O3−=C6H4(OH)COO−                    | −1                             | 3.6e-8                                       | 3.6e-4                                         | 3.6e-4                                               | 35 |                                                                                                 | |
| 25               | Ethylbenzol-p-sulfonat | C8H8O3S−=C6H4(C2H5)SO3−                 | −1                             | 3.04e-8                                      | 3.04e-4                                        | 3.04e-4                                              | 29,3 |                                                                                                 | |
| 25               | n-Butylbenzol-p-sulfonat | C10H13SO3−=C6H4(C4H9)SO3−               | −1                             | 2.65e-8                                      | 2.65e-4                                        | 2.65e-4                                              | 25,6 |                                                                                                 | |
| 25               | n-Octyl-benzol-p-sulfonat | C14H21SO3−=C6H4(C8H17)SO3−              | −1                             | 2.39e-8                                      | 2.39e-4                                        | 2.39e-4                                              | 23,1 |                                                                                                 | |
| 25               | Tetra-phenyl-borat | C24H16B−=[B(C6H4)4]−                    | −1                             | ?                                            | ?                                              | ?                                                    | ? |                                                                                                 | |
|                  | |                                         |                                |                                              |                                                |                                                      | |                                                                                                 | |
| 25               | Oxalat (Äthandiat) Oxalsäureion | C2O42−=(COO−)2                          | −2                             | 7.69e-8                                      | 7.69e-4                                        | 7.69e-4                                              | 72,5 | 0,0231                                                                                          | 0,0199 |
| 25               | Malonat (Malonsäureion) | C3H2O42−=CH2(COO−)2                     | −2                             | 6.3e-8                                       | 6.3e-4                                         | 6.3e-4                                               | 61 |                                                                                                 | |
| 25               | Maleinat (Maleinsäureion) | C4H2O42−=(CH)2(COO−)2                   | −2                             | ?                                            | ?                                              | ?                                                    | ? |                                                                                                 | |
| 25               | Succinat (Bernsteinsäureion) | C4H4O42−=(CH2)2(COO−)2                  | −2                             | 6.2e-8                                       | 6.2e-4                                         | 6.2e-4                                               | 60 |                                                                                                 | |
| 25               | Malat (Äpfelsäureion) | C4H4O52−=C2H3(OH)(COO−)2                | −2                             | ?                                            | ?                                              | ?                                                    | ? |                                                                                                 | |
| 25               | Tartrat (Weinsäureion) | C4H4O62−=(CHOH)2(COO−)2                 | −2                             | 6.6e-8                                       | 6.6e-4                                         | 6.6e-4                                               | 64 | 0,0234                                                                                          | 0,0200 |
| 25               | o-Phthalat (1,2-Phthalsäureion) | C8H4O42−=C6H4(COO−)2                    | −2                             | 5.39e-8                                      | 5.39e-4                                        | 5.39e-4                                              | 52 |                                                                                                 | |
|                  | |                                         |                                |                                              |                                                |                                                      | |                                                                                                 | |
| 25               | Citrat (Zitrat) Citronensäureion | C6H5O73−=C3H4(OH)(COO−)3                | −3                             | 7.41e-8                                      | 7.41e-4                                        | 7.41e-4                                              | 71,5 | 0,02404                                                                                         | 0,0206 |

Grundlage der Tabelle sind Werte der Grenzleitfähigkeiten für 25 °C aus dem Buch Tabellen zur Chemie (Hübschmann, 1991) und einige Werte aus Elektrochemie (Milazzo, 1952). Daraus wurden die Werte berechnet.
Die bei Hübschmann genannten Temperaturkoeffizienten beziehen sich offenbar auf verschiedene (nicht genannte Temperaturen), daher wurden die α-Werte (für 18 °C) aus den Leitfähigkeitswerten von 18 °C und 25 °C berechnet und auf den Wert von 18 °C normiert. Die Werte des Temperaturkoeffizienten für 25 °C wurden durch Extrapolation ermittelt und sind jeweils etwas kleiner, da sie auf 25 °C normiert sind. Sie dürften geringfügig ungenauer sein als die Alphawerte für 18 °C.
Weitere Leitfähigkeitswerte stammen aus den Büchern „Tabellenbuch Chemietechnik“ (Bierwerth) und „Physikalische Chemie für Techniker und Ingenieure“ (Näser/Lempe/Regen).
Die Faradaykonstante wurde für die Umrechnungen angesetzt mit 96 485,3.
Rommel nennt die Wanderungsgeschwindigkeit des Wasserstoffions mit 3,27·10−3 cm/s bei E = 1 V/cm, was also einer Ionenbeweglichkeit v = 3,27·10−3 cm²/(V·s) entspricht.
Wie man sieht, haben Komplexionen größere Ionenbeweglichkeiten und Äquivalentleitfähigkeiten als „monoatomare“ Ionen, sie wandern also bei gleicher Feldstärke {\displaystyle E} schneller.
Die Beweglichkeit gelöster Ionen hängt ab von ihrer Größe, Ladung, der Hydrathülle und anderen Wechselwirkungen mit dem Lösungsmittel. Die Ionenbeweglichkeit häufiger anorganischer Kationen und Anionen liegt in der Größenordnung von rund 5·10−8 m2/(s·V).
Auffällig sind zwei Ausnahmen: die Hydroxidionen OH− und die Hydroniumionen H+ haben eine vier- bzw. siebenmal höhere Beweglichkeit. Dies ist zurückzuführen auf das Ausbilden von Wasserstoffbrückenbindungen und eine Ionenwanderung durch den Grotthuß-Mechanismus.

## Die verschiedenen Einheiten und ihre Gründe
Die Einheit der Wanderungsgeschwindigkeit ist [cm/s] und die der Ionenbeweglichkeit S·cm2/(A·s) = cm2/(V·s).
Ionenbeweglichkeit und Wanderungsgeschwindigkeit haben bei der elektrischen Feldstärke {\displaystyle E=1\,\mathrm {V/cm} } (oder {\displaystyle E=1\,\mathrm {V/m} }) gleich große Zahlenwerte ({\displaystyle \{u\}=\{v\}}), je nach den genutzten Einheiten der Ionenbeweglichkeit; die Einheiten sind davon unberührt unterschiedlich.
Für die Maßeinheiten im SI gilt die Beziehung:
{\displaystyle 1\,\mathrm {\frac {m^{2}}{V\cdot s}} =1\,\mathrm {\frac {S\cdot m^{2}}{A\cdot s}} \quad {\text{bzw.}}\quad 1\,\mathrm {\frac {cm^{2}}{V\cdot s}} =1\,\mathrm {\frac {S\cdot cm^{2}}{A\cdot s}} }
Ferner gilt:
{\displaystyle v={\frac {u}{E}}={\frac {u\cdot l}{U}}}
mit
- der Spannung {\displaystyle U}
- dem Elektrodenabstand {\displaystyle l}.

Physiker benutzen gern kohärente Einheiten, d. h. Einheiten ohne Einheitenvorsätze, wie sich z. B. m2/(V·s) und S·m2/(A·s) entsprechen. Techniker hingegen rechnen gern mit praktisch relevanten Einheiten bzw. Einheitenvorsätzen wie S·cm2/(A·s) (entspricht cm2/(V·s)), da die Elektrodenflächen gern in cm2 und die Elektrodenabstände gern in cm angegeben werden.

## Veraltete Symbole der verknüpften Größen
| Größe                                                       | Formelzeichen heue (SI-System)                                                     | Formelzeichen früher | Bemerkung |
| ----------------------------------------------------------- | ---------------------------------------------------------------------------------- | --- | --- |
| Zeit                                                        | {\displaystyle t}                                                                  | {\displaystyle t} | |
| Ionenwanderungsgeschwindigkeit (auch „Wanderungsfähigkeit“) | {\displaystyle v} (in der Technik z. T. {\displaystyle w})                         | {\displaystyle v} (Physik; Keune „chimica“) oder {\displaystyle w} (Technik) bzw. w+, w- (bei Milazzo in „Elektrochemie“ S. 42 und bei Keune in „chimica“ S. 139) | in der Elektrochemie: {\displaystyle u} |
| Ionenbeweglichkeit (auch „Ionenleitvermögen“)               | {\displaystyle \mu } oder {\displaystyle v}                                        | w, w+, w- oder u (Kation) und v (Anion) (so bei Milazzo in „Elektrochemie“) sowie u für Kation und Anion                                                          | in der Elektrochemie: {\displaystyle v} |
| Stoffmenge                                                  | {\displaystyle n}                                                                  | | |
| Äquivalentleitfähigkeit, Grenzleitfähigkeit einzelner Ionen | {\displaystyle \lambda } oder {\displaystyle \Lambda } (oft mit Index +/-)         | {\displaystyle \lambda } oder {\displaystyle \Lambda } (oft mit Index +/-)                                                                                        | mit Index „c“: Äquivalentleitfähigkeit zur jeweiligen Konzentration, mit Index „unendlich“: Grenzleitfähigkeit für ideale Verdünnung (c ≈ 0) |
| molare Leitfähigkeit einzelner Ionen                        | {\displaystyle \lambda _{m}} oder {\displaystyle \Lambda _{m}} (oft mit Index +/-) | μ | |
| Summen-Äquivalentleitfähigkeit aller Ionen                  | {\displaystyle \Lambda } (ohne Index +/-)                                          | {\displaystyle \Lambda } (ohne Index +/-) | |
| Überführungszahl(en)                                        | n+, n-                                                                             | {\displaystyle n} oder {\displaystyle t} | |
| Ladungszahl, Wertigkeit                                     | n, z                                                                               | | |

Wegen dieser vielen Änderungen und Mehrdeutigkeiten ist ein solcher Überblick dringend nötig.
Auch im Buch von Milazzo ist es bei Übersetzung aus dem Italienischen ins Deutsche zu Fehlübersetzungen gekommen. Gern werden Ionenbeweglichkeit und Wanderungsgeschwindigkeit verwechselt. Man beachte immer die Einheiten.

## Hinweise zur Wanderungsgeschwindigkeit
Die Wanderungsgeschwindigkeit u ist abhängig von der elektrischen Feldstärke E, daher ist letzte stets mitanzugeben.
Gern wird der Wert der Wanderungsgeschwindigkeit für die Einheitsfeldstärke E = 1 V/cm (oder E = 1 V/m) angegeben. In diesem Spezialfall sind die Zahlenwerte von Wanderungsgeschwindigkeit u und Ionenbeweglichkeit v gleich groß, haben aber verschiedene Einheiten.
Wird die Feldstärke zu einer Wanderungsgeschwindigkeit nicht genannt, so kann dies bedeuten, dass die Feldstärke die Einheitsfeldstärke war. Man vergleiche dann sicherheitshalber die genannte Zahl mit dem Zahlenwert der Ionenbeweglichkeit; sie müssten gleich sein.
In den Modellen zur Berechnung wird angenommen, dass ein Ion auf direktem (kürzestem) linearem Wege zur Elektrode wandert. Dies ist aber nicht der Fall. Tatsächlich wandert ein Ion stetig in Richtung der Elektrode, beschreitet aber dabei einen Zickzackkurs (ungeordnete Bewegungen). Der tatsächlich zurückgelegte Weg ist daher länger als der theoretische (kürzeste) Weg. Die berechneten oder durch Beobachtung gemessenen Wanderungsgeschwindigkeiten sind daher scheinbare Wanderungsgeschwindigkeiten. Die reale Wanderungsgeschwindigkeit muss größer sein, kann aber nicht bestimmt werden.

## Ionenbeweglichkeit und Leitfähigkeit

### Zusammenhänge zwischen Ionenbeweglichkeit, Wanderungsgeschwindigkeit und Äquivalentleitfähigkeit
Die Zusammenhänge zwischen Ionenbeweglichkeit {\displaystyle v} in [Scm2/As], Wanderungsgeschwindigkeit {\displaystyle u} in [cm/s] im Elektrischen Feld {\displaystyle E} in V/cm und der zu jeder Ionenkonzentration konstanten isothermen Äquivalentleitfähigkeit {\displaystyle \lambda } in [Scm2/mol] eines Ions (Kation oder Anion) sind:
- ionische Wanderungsgeschwindigkeit {\displaystyle u_{\pm }=v_{\pm }\cdot E={\frac {E\cdot \lambda _{\pm }}{F}}}
- Ionenbeweglichkeit {\displaystyle v_{\pm }={\frac {u_{\pm }}{E}}={\frac {\lambda _{\pm }}{F}}}

Elektrische Feldstärke {\displaystyle E}, Faradaykonstante {\displaystyle F}.
Für E = 1 V/cm sind {\displaystyle u} und {\displaystyle v} gleich große Zahlenwerte (haben aber dennoch unterschiedliche Einheiten).
Die Grenz-Äquivalentleitfähigkeit (lambda-unendlich) gilt nur für {\displaystyle c=0\,\mathrm {mol/l} }, näherungsweise auch unterhalb {\displaystyle c=0{,}01\,\mathrm {mol/l} }.
Für Praktiker wurde die Ionenbeweglichkeit {\displaystyle v} früher oft gleich in der Einheit cm/s, also der Einheit der Wanderungsgeschwindigkeit {\displaystyle u} angegeben. Dies kann dann nur bedeuten, dass die Feldstärke {\displaystyle E=1\,\mathrm {V/cm} } war. In diesen Fällen kontrolliere man, ob eine andere Feldstärke genannt wurde.

#### Konzentrationsabhängigkeit aller drei Größen
Die verknüpften Größen Ionenbeweglichkeit, Wanderungsgeschwindigkeit des Ions und Äquivalentleitfähigkeit (des Salzes oder Ions) sind konzentrationsabhängig. Mit sinkender molarer Konzentration oder Ionenstärke driften diese Größen ihren Maximalwerten (Grenzwerten) für ideale Verdünnung ({\displaystyle c=0}) zu.
Also der maximalen Äquivalentleitfähigkeit (Grenzleitfähigkeit), der maximalen Wanderungsgeschwindigkeit und der maximalen Ionenbeweglichkeit.
Tabellierte Werte der Ionenbeweglichkeit gelten für Idealverdünnung und sind damit der Grenzleitfähigkeit und maximalen (normierten) Wanderungsgeschwindigkeit bei {\displaystyle E=1\ \mathrm {V/cm} } proportional.
Real verdünnte Lösungen haben also kleinere (messbare) Werte als die aus Grenzleitfähigkeitswerten oder Ionenbeweglichkeitswerten berechneten theoretischen Werte für Idealverdünnung.
Alle Aussagen gelten auch für die molare Leitfähigkeit.

### Zusammenhang mit der molaren Leitfähigkeit
Multipliziert man die Wertigkeit eines Ions mit dessen Äquivalentleitfähigkeit/Grenz-Äquivalentleitfähigkeit {\displaystyle \lambda _{m,i}}, so erhält man die molare Leitfähigkeit/molare Grenzleitfähigkeit dieses Ions i. Die Summe der molaren Werte für Kation und Anion bilden dann die molare Leitfähigkeit/molare Grenzleitfähigkeit {\displaystyle \Lambda _{m,{\text{Salz}}}} dieses Salzes.
Die molare Leitfähigkeit (eines Ions i) ist also das Produkt aus Ionenwertigkeit {\displaystyle z_{i}} (Ladungszahl), Faradaykonstante {\displaystyle F} und Ionenbeweglichkeit {\displaystyle v_{i}}:
{\displaystyle \lambda _{m,i}^{(c,T)}=z_{i}\cdot F\cdot v_{i}^{(c,T)}=n_{i,{\text{Salz}}}^{(c,T)}\cdot \Lambda _{m,{\text{Salz}}}^{(c,T)}}
{\displaystyle n_{i}} ist hier die Überführungszahl des Ions i in dem Salz, also der Anteil den dieses Ion am Stromtransport in dieser Lösung ausmacht. Die Summe aller Überführungszahlen aller am Stromtransport teilnehmenden Ionen ist dabei immer Eins!
Für das Salz gilt:
{\displaystyle \Lambda _{m,{\text{Salz}}}^{(c,T)}=z\cdot F\cdot \left(v_{\text{Kation}}^{(c,T)}+v_{\text{Anion}}^{(c,T)}\right)=\lambda _{m,{\text{Kation}}}^{(c,T)}+\lambda _{m,{\text{Anion}}}^{(c,T)}=\Lambda _{m,{\text{Salz}}}^{(c,T)}\cdot \left(n_{\text{Kation, Salz}}^{(c,T)}+n_{\text{Anion, Salz}}^{(c,T)}\right)}
{\displaystyle z} ist in letzterer Gleichung die Ladungsaustauschzahl. Alle spezifischen Werte sind abhängig von Konzentration und Temperatur.

### Hinweise zu den Grenzleitfähigkeiten und Leitfähigkeiten bei höheren molaren Konzentrationen
Aus den tabellierten Werten der Ionenbeweglichkeiten können die Grenzleitfähigkeitswerte für Äquivalentleitfähigkeit oder molare Leitfähigkeit des Ions direkt berechnet werden.
Grenzleitfähigkeiten sind jeweils die Werte, die effektiv feststellbar sind in idealverdünnten Lösungen (c=0 mol/liter). Praktisch näherungsweise bei Konzentrationen unter 0,001 mol/l gültig.
Bei höheren Konzentrationen oder Ionenstärken werden Werte der Äquivalentleitfähigkeit oder molaren Leitfähigkeit ermittelt, die immer kleiner sind als die aus der Ionenbeweglichkeit berechenbaren Grenzleitfähigkeitswerte.
Praktisch lassen sich Äquivalentleitfähigkeiten oder molare Leitfähigkeiten für höhere molare Konzentrationen nur näherungsweise berechnen, nach dem Debye-Hückel-Onsager-Gesetz zur Leitfähigkeit von Ionen. Es gilt demnach allgemein für alle Äquivalentleitfähigkeiten:
{\displaystyle \Lambda _{\text{äqui}}(c)=\Lambda _{\text{äqui}}^{0}-(A_{1}\cdot \Lambda _{\text{äqui}}^{0}+A_{2})\cdot {\sqrt {I}}}
Darin sind {\displaystyle A_{1}} und {\displaystyle A_{2}} Konstanten, die nur von Temperatur, Dielektrizitätskonstante {\displaystyle \varepsilon } des Lösemittels und den Wertigkeiten {\displaystyle z} der Ionen abhängen. {\displaystyle I} ist die Ionenstärke (quadratisch nach den Wertigkeiten gewichtete mittlere Konzentration). Division dieser Gleichung durch die Grenz-Äquivalentleitfähigkeit führt zur Gleichung des Leitfähigkeitskoeffizienten (siehe Unterkapitel Leitfähigkeitskoeffizient).
Will man genaue Werte erhalten, bleibt nur der Versuch mit Bestimmung der spezifischen elektrolytischen Leitfähigkeit durch Messung der real konzentrierten Lösung, und anschließende Berechnung von Summen-Äquivalentleitfähigkeit oder molarer Summen-Leitfähigkeit.
Ist ein Messwert der Äquivalentleitfähigkeit oder molaren Leitfähigkeit des Salzes (also die Summenleitfähigkeit) ermittelt worden, kann der Leitfähigkeitskoeffizient ermittelt werden, der den Quotienten von Leitfähigkeit bei Realkonzentration und der Grenzleitfähigkeit darstellt.
Um aus den Summenleitfähigkeiten die der einzelnen Ionen zu ermitteln, müssen die Überführungszahlen (bei der jeweiligen Konzentration!) messtechnisch bestimmt werden.
Die Einzel-Leitfähigkeit (molar oder Äquivalent) des Ions i ist das Produkt aus der gemessenen Überführungszahl n des Kations/Anions i eines Salzes und der Summenleitfähigkeit (molar oder Äquivalent) des Salzes bei der vorliegenden molaren Konzentration und Temperatur.
Dissoziiert das Salz in drei Ionen, so sind drei Überführungszahlen zu bestimmen (bzw. zwei und eine kann berechnet werden).

### Der Leitfähigkeitskoeffizient fλ
Der Leitfähigkeitskoeffizient fλ (einer Konzentration) ist definiert als Quotient aus Äquivalentleitfähigkeit einer Ionenart bei der molaren Konzentration {\displaystyle c} und der Grenz-Äquivalentleitfähigkeit dieser Ionenart bei idealverdünnter Lösung ({\displaystyle c=0\ \mathrm {mol/l} }):
{\displaystyle f_{\lambda }^{\text{(c)}}={\frac {\lambda _{\pm }^{\text{(c)}}}{\lambda _{\pm }^{\text{(c=0)}}}}}
Empirisch und theoretisch nach Debye-Hückel-Onsager fand sich folgender Zusammenhang zur wirksamen Konzentration/Ionenstärke I:
- {\displaystyle f_{\lambda }=1-{K\cdot {\sqrt {I}}}}

{\displaystyle K} ist eine Konstante und {\displaystyle I} die Ionenstärke, eine quadratisch nach den Ionenwertigkeiten gewichtete „mittlere wirksame Konzentration“.
Für 1-1-wertige Elektrolyte konnte diese Gleichung bereits aus dem kohlrauschschen Quadratwurzelgesetz der Äquivalentleitfähigkeit (durch Division durch die Grenz-Äquivalentleitfähigkeit) bestätigt werden.
In sehr schwach dissoziierten Elektrolyten entspricht der Leitfähigkeitskoeffizient weitgehend dem Dissoziationsgrad, da in Lösungen dieser Elektrolyte die Konzentration des dissoziiert als Ionen vorliegenden Anteiles des Elektrolyten sehr gering ist, also eine niedrige Ionenkonzentration vorliegt, wie in idealverdünnten Lösungen. Der mittlere Aktivitätskoeffizient dieser Ionen in nahezu idealverdünnter Lösung sollte daher fast 1 sein.
In starken Elektrolyten kann man annehmen, dass der Leitfähigkeitskoeffizient das Produkt aus mittlerem Aktivitätskoeffizienten und dem Dissoziationsgrad ist.
Man siehe hierzu auch:
- Überführungszahl#Abhängigkeit vom definierten Leitfähigkeitskoeffizient fλ und
- Überführungszahl#Beispiel zum Anwendungsbezug.

#### Bedeutung
entsprechend seiner Definitionsgleichung (oben) gilt:
- multipliziert man die Grenz-Äquivalentleitfähigkeit (Grenzleitfähigkeit) eines Elektrolyten mit dem tatsächlichen Leitfähigkeitskoeffizienten (bei gegebener Temperatur und Konzentration) dieser „real konzentrierten“ Lösung, so erhält man die tatsächliche Äquivalentleitfähigkeit dieser Lösung (bei gegebener Temperatur und Konzentration).

Dies ist bedeutend für höhere Konzentrationen, da bei höheren molaren Konzentrationen die tatsächlich zu erwartenden Äquivalentleitfähigkeiten mit bekannten Modellen nicht mehr berechnet werden können. Der Leitfähigkeitskoeffizient selbst kann nur aus real gemessenen Werten realer Lösungen berechnet werden. Er ist damit kein Modellwert, sondern ein realer Wert. Für seine Berechnung aus der gemessenen spezifischen Leitfähigkeit und der daraus berechneten Äquivalentleitfähigkeit wird noch die Grenz-Äquivalentleitfähigkeit (Grenzleitfähigkeit)
benötigt.
- wird der Leitfähigkeitskoeffizient mit 100 % multipliziert, gibt der erhaltene Zahlenwert an, wie viel Prozent der – bei hypothetisch angenommener 100%iger Dissoziation in der real konzentrierten Lösung – maximal vorhandenen Ionen, am Leitungsmechanismus teilnehmen.

Für ideale Verdünnung strebt der Leitfähigkeitskoeffizient daher gegen 1 (entspricht 100 % Teilnahme aller Ionen am Leitungsmechanismus).

#### Zahlenwerte von Leitfähigkeitskoeffizienten verschiedener Elektrolyte bei niedrigen und mittleren Konzentrationen
Die Werte für 19 und 25 °C nachfolgender Tabelle wurden aus den bei Hübschmann genannten Äquivalentleitfähigkeitswerten für verschiedene molare Konzentrationen errechnet, durch Normierung (Teilung) auf die jeweilige Grenz-Äquivalentleitfähigkeit. Die Werte für 18 °C wurden aus den Äquivalentleitfähigkeitswerten in der Kleinen Leitfähigkeitsfibel (Rommel, 1980) berechnet. Die bei Rommel benutzten Äquivalentkonzentrationen wurden für die zweiwertigen Elektrolyte Schwefelsäure und Kupfersulfat durch Teilen durch 2 in molare Konzentrationen umgerechnet. Einige fehlende Grenzleitfähigkeitswerte wurden aus anderen Quellen ergänzt/berechnet.
| Ionen-Wertigkeits-verhältnis   | Temperatur in °C | Elektrolyt | Dissoziationsneigung | c = 1 in mol/l | c = 0,5 in mol/l | c = 0,25 in mol/l | c = 0,2 in mol/l | c = 0,1 in mol/l | c = 0,05 in mol/l | c = 0,025 in mol/l | c = 0,02 in mol/l | c = 0,01 in mol/l | c = 0,005 in mol/l | c = 0,0025 in mol/l | c = 0,002 in mol/l | c = 0,001 in mol/l | c = 0,0005 in mol/l | c = 0,00025 in mol/l | c = 0,0002 in mol/l | c = 0,0001 in mol/l | c = 0,00005 in mol/l | c = 0 in mol/l | Grenz-Äquivalentleitfähigkeit {\displaystyle \Lambda ^{0,(T)}} des Elektrolyten in S·cm2/mol |
| ------------------------------ | ---------------- | ---------- | -------------------- | -------------- | ---------------- | ----------------- | ---------------- | ---------------- | ----------------- | ------------------ | ----------------- | ----------------- | ------------------ | ------------------- | ------------------ | ------------------ | ------------------- | -------------------- | ------------------- | ------------------- | -------------------- | -------------- | -------------------------------------------------------------------------------------------- |
| 1:1                            | 18               | HCl        | sehr stark           | 0,790          | 0,858            | –                 | 0,898            | 0,921            | 0,940             | –                  | 0,961-            | 0,969             | 0,979              | –                   | 0,984              | 0,987              | 0,990               | –                    | –                   | –                   | –                    | 1              | 381                                                                                          |
| 1:1                            | 18               | KCl        | stark                | 0,7556         | 0,7871           | –                 | 0,8301           | 0,8609           | 0,8900            | –                  | 0,9224            | 0,9408            | 0,9562             | –                   | 0,9708             | 0,9785             | 0,9846              | –                    | 0,9900              | 0,9923              | –                    | 1              | 130,1                                                                                        |
| 1:1                            | 18               | NaCl       | stark                | 0,682          | 0,742            | –                 | 0,805            | 0,844            | 0,878             | –                  | 0,914             | 0,9358            | 0,9523             | –                   | 0,9688             | 0,9771             | 0,9834              | –                    | 0,9890              | 0,9917              | –                    | 1              | 109,0                                                                                        |
| 1:1                            | 18               | LiCl       | stark                | 0,641          | 0,715            | –                 | 0,788            | 0,833            | 0,871             | –                  | 0,909             | 0,931             | 0,949              | –                   | 0,967              | 0,976              | 0,983               | –                    | 0,989               | 0,992               | –                    | 1              | 98,9                                                                                         |
| 1:1                            | 18               | KNO3       | stark                | 0,636          | 0,705            | –                 | 0,780            | 0,8285           | 0,8688            | –                  | 0,9107            | 0,9344            | 0,9526             | –                   | 0,9692             | 0,9771             | 0,9834              | –                    | 0,9897              | 0,9921              | –                    | 1              | 126,5                                                                                        |
| 1:2                            | 18               | H2SO4      | mittelstark          | –              | 0,516            | 0,535             | –                | 0,558            | 0,587             | 0,660              | –                 | 0,746             | 0,803              | 0,860               | –                  | 0,915              | 0,941               | –                    | –                   | –                   | –                    | 1              | 383,5                                                                                        |
| 2:2                            | 18               | CuSO4      | schwach              | –              | 0,224            | –                 | –                | 0,328            | 0,381             | 0,445              | –                 | 0,543             | 0,623              | 0,704               | –                  | 0,799              | 0,857               | 0,90000              | –                   | 0,9383              | 0,9557               | 1              | 115                                                                                          |
|                                |                  |            |                      |                |                  |                   |                  |                  |                   |                    |                   |                   |                    |                     |                    |                    |                     |                      |                     |                     |                      |                |                                                                                              |
| 1:1                            | 19               | HNO3       | sehr stark           | 0,796          | –                | –                 | –                | 0,928            | –                 | –                  | –                 | 0,976             | –                  | –                   | –                  | 0,995              | –                   | –                    | –                   | –                   | –                    | 1              | 377                                                                                          |
| 1:1                            | 19               | HCl        | sehr stark           | 0,7894         | –                | –                 | –                | 0,9205           | –                 | –                  | –                 | 0,9704            | –                  | –                   | –                  | 0,9887             | –                   | –                    | –                   | –                   | –                    | 1              | 381,3                                                                                        |
| 1:2                            | 19               | Na2CO3     | sehr stark           | 0,686          | –                | –                 | –                | 0,913            | –                 | –                  | –                 | 0,933             | –                  | –                   | –                  | –                  | –                   | –                    | –                   | –                   | –                    | 1              | 103,1                                                                                        |
| 1:1                            | 19               | KOH        | stark                | 0,774          | –                | –                 | –                | 0,896            | –                 | –                  | –                 | 0,959             | –                  | –                   | –                  | 0,984              | –                   | –                    | –                   | –                   | –                    | 1              | 237,7                                                                                        |
| 1:1                            | 19               | KI         | stark                | 0,7902         | –                | –                 | –                | 0,8696           | –                 | –                  | –                 | 0,9413            | –                  | –                   | –                  | 0,9779             | –                   | –                    | –                   | –                   | –                    | 1              | 131,1                                                                                        |
| 1:1                            | 19               | KBr        | stark                | –              | –                | –                 | –                | 0,8632           | –                 | –                  | –                 | 0,9403            | –                  | –                   | –                  | 0,9781             | –                   | –                    | –                   | –                   | –                    | 1              | 132,3                                                                                        |
| 1:1                            | 19               | KCl        | stark                | 0,756          | –                | –                 | –                | 0,8615           | –                 | –                  | –                 | 0,9415            | –                  | –                   | –                  | 0,9792             | –                   | –                    | –                   | –                   | –                    | 1              | 130,0                                                                                        |
| 1:1                            | 19               | NaCl       | stark                | 0,6821         | –                | –                 | –                | 0,8440           | –                 | –                  | –                 | 0,9353            | –                  | –                   | –                  | 0,9771             | –                   | –                    | –                   | –                   | –                    | 1              | 109,0                                                                                        |
| 1:1                            | 19               | KNO3       | stark                | 0,636          | –                | –                 | –                | 0,8285           | –                 | –                  | –                 | 0,9344            | –                  | –                   | –                  | 0,9779             | –                   | –                    | –                   | –                   | –                    | 1              | 126,5                                                                                        |
| 1:1                            | 19               | AgNO3      | stark                | 0,439          | –                | –                 | –                | 0,814            | –                 | –                  | –                 | 0,9309            | –                  | –                   | –                  | 0,9771             | –                   | –                    | –                   | –                   | –                    | 1              | 115,8                                                                                        |
| 1:1                            | 19               | H3C-COONa  | mittelstark          | 0,531          | –                | –                 | –                | 0,787            | –                 | –                  | –                 | 0,905             | –                  | –                   | –                  | 0,969              | –                   | –                    | –                   | –                   | –                    | 1              | 77,6                                                                                         |
| 1:2                            | 19               | Na2SO4     | mittelstark          | –              | –                | –                 | –                | 0,704            | –                 | –                  | –                 | 0,888             | –                  | –                   | –                  | 0,9587             | –                   | –                    | –                   | –                   | –                    | 1              | 111,3                                                                                        |
| 1:2                            | 19               | H2SO4      | mittelstark          | –              | –                | –                 | –                | 0,6064           | –                 | –                  | –                 | 0,803             | –                  | –                   | –                  | 0,938              | –                   | –                    | –                   | –                   | –                    | 1              | 384,7                                                                                        |
| 2:2                            | 19               | MgSO4      | schwach              | 0,255          | –                | –                 | –                | 0,438            | –                 | –                  | –                 | 0,671             | –                  | –                   | –                  | 0,879              | –                   | –                    | –                   | –                   | –                    | 1              | 113,5                                                                                        |
| 2:2                            | 19               | ZnSO4      | schwach              | 0,234          | –                | –                 | –                | 0,399            | –                 | –                  | –                 | 0,6410            | –                  | –                   | –                  | 0,8670             | –                   | –                    | –                   | –                   | –                    | 1              | 113,5                                                                                        |
| 2:2                            | 19               | CuSO4      | schwach              | 0,226          | –                | –                 | –                | 0,3846           | –                 | –                  | –                 | 0,6289            | –                  | –                   | –                  | 0,8640             | –                   | –                    | –                   | –                   | –                    | 1              | 114,0                                                                                        |
| (1:1 als hypothetisches NH4OH) | 19               | NH3-Lösung | sehr schwach         | 0,0037         | –                | –                 | –                | 0,014            | –                 | –                  | –                 | 0,0397            | –                  | –                   | –                  | 0,116              | –                   | –                    | –                   | –                   | –                    | 1              | 242                                                                                          |
| 1:1                            | 19               | H3C-COOH   | sehr schwach         | 0,00372        | –                | –                 | –                | 0,0132           | –                 | –                  | –                 | 0,0409            | –                  | –                   | –                  | 0,117              | –                   | –                    | –                   | –                   | –                    | 1              | 349,5                                                                                        |
|                                |                  |            |                      |                |                  |                   |                  |                  |                   |                    |                   |                   |                    |                     |                    |                    |                     |                      |                     |                     |                      |                |                                                                                              |
| 1:1                            | 25               | HCl        | sehr stark           | –              | –                | –                 | –                | 0,9177           | 0,9359            | –                  | 0,9549            | 0,9662            | 0,9751             | –                   | –                  | 0,9883             | –                   | –                    | –                   | 0,9913              | –                    | 1              | 426,4                                                                                        |
| 1:1                            | 25               | KCl        | stark                | 0,7452         | –                | –                 | –                | 0,8603           | 0,8897            | –                  | 0,9229            | 0,9424            | 0,9576             | –                   | –                  | 0,9803             | –                   | –                    | –                   | 0,9861              | –                    | 1              | 149,9                                                                                        |
| 1:1                            | 25               | AgNO3      | stark                | –              | –                | –                 | –                | 0,8181           | 0,8639            | –                  | 0,9101            | 0,9352            | 0,9535             | –                   | –                  | 0,9783             | –                   | –                    | –                   | 0,9847              | –                    | 1              | 133,4                                                                                        |
| 1:2                            | 25               | Na2SO4     | mittelstark          | –              | –                | –                 | –                | 0,7608           | 0,7513            | –                  | 0,8208            | 0,8643            | 0,9005             | –                   | –                  | 0,9543             | –                   | –                    | –                   | 0,9665              | –                    | 1              | 130,1                                                                                        |
| 2:1                            | 25               | MgCl2      | mittelstark          | –              | –                | –                 | –                | 0,7504           | 0,7966            | –                  | 0,8504            | 0,8852            | 0,9143             | –                   | –                  | 0,9591             | –                   | –                    | –                   | 0,9707              | –                    | 1              | 129,4                                                                                        |
| 1:1                            | 25               | HCOOH      | sehr schwach         | –              | –                | –                 | –                | 0,0410           | 0,0576            | –                  | 0,0598            | 0,124             | 0,171              | –                   | –                  | 0,3412             | –                   | –                    | –                   | 0,4322              | –                    | 1              | 404,4                                                                                        |
| 1:1                            | 25               | H3C-COOH   | sehr schwach         | –              | –                | –                 | –                | 0,0135           | 0,0186            | –                  | 0,0289            | 0,0409            | 0,0573             | –                   | –                  | 0,149              | –                   | –                    | –                   | 0,170               | –                    | 1              | 390,9                                                                                        |

Da Kaliumchlorid-Lösung als Kalibriernormal für Leitfähigkeitsmessungen dient, wurden dessen Werte fett hervorgehoben. Alle Elektrolyten wurden nach den Leitfähigkeitskoeffizienten bei der Konzentration c = 0,1 mol/l absteigend sortiert. Die Benennung der Dissoziationsneigung erfolgte zu dieser Konzentration willkürlich:
- sehr stark:   {\displaystyle f_{\lambda }>0{,}9}
- stark:        {\displaystyle 0{,}8<f_{\lambda }<0{,}9}
- mittelstark:  {\displaystyle 0{,}5<f_{\lambda }<0{,}8}
- schwach:      {\displaystyle 0{,}1<f_{\lambda }<0{,}5}
- sehr schwach: {\displaystyle f_{\lambda }<0{,}1}

Wie man sieht neigen vor allem 1:1-Elektrolyte zu einer fast vollständigen Dissoziation und Teilnahme der Ionen an der elektrolytischen Leitfähigkeit. Je mehr mehrwertige Ionen im Elektrolyt vorliegen desto geringer werden die Leitfähigkeitskoeffizienten bei gleicher molarer Konzentration im Vergleich zu 1:1-Elektrolyten. Daher wurde die Ionenstärke I definiert und in das verbesserte Kohlrausch-Gesetz (verbessertes Quadratwurzelgesetz) anstelle der molaren Konzentration eingesetzt:
{\displaystyle \Lambda _{i}^{(c,I,T)}=\Lambda _{i}^{0,(T)}{-A\cdot {\sqrt {I}}}}
teilt man dieses Gesetz durch die Summen-Grenzleitfähigkeit des Elektrolyten {\displaystyle \Lambda _{i}^{0}} (zu der Temperatur T) erhält man die schon oben genannte Formel für die Berechnung von Leitfähigkeitskoeffizienten -eines Elektrolyten- bis zu Ionenstärken von maximal I = 0,01 mol/l gültig:
{\displaystyle {f_{\lambda }}_{i}^{(c,I,T)}=1-{K\cdot {\sqrt {I}}}}
K und A sind Konstanten der Modelle die ermittelt werden müssen. i ist hier nicht ein einzelnes Ion, sondern der ganze Elektrolyt.
Für größere Ionenstärken/Konzentrationen sind Leitfähigkeitskoeffizienten nur aus Messwerten der spezifischen Leitfähigkeit (in S/cm) der Lösungen ermittelbar, wie in obiger Tabelle geschehen.
Sehr schön sichtbar ist auch bei den sehr schwachen Elektrolyten Essigsäure und Ammoniaklösung, dass bei 19 °C und einer molaren Konzentration von nur 1 mmol/l nur etwas mehr als 11 % der hypothetisch maximal vorliegenden Ionen am Leitungsprozeß teilnehmen.

#### Zahlenwerte von spezifischer Leitfähigkeit, Äquivalentleitfähigkeit und Leitfähigkeitskoeffizienten verschiedener Elektrolyte bei hohen Konzentrationen
Bei hohen molaren Konzentrationen kann die tatsächlich zu erwartende Leitfähigkeit nicht mehr aus den Ionenbeweglichkeiten für Idealverdünnung berechnet werden. Dann werden Tabellenwerte der spezifischen Leitfähigkeit oder der Leitfähigkeitskoeffizienten benötigt.
Ein altes Lexikon der Elektrotechnik nennt unter Stichwort „Leitfähigkeit“ eine Tabelle mit Werten der spezifischen Leitfähigkeit in S/cm für einige hoch konzentrierte wässrige Elektrolyte bei 18 °C:
| w, Konzentration in Massenprozent | NaCl  | ZnSO4 | CuSO4 | AgNO3 | KOH   | HCL   | HNO3  | H2SO4 |
| --------------------------------- | ----- | ----- | ----- | ----- | ----- | ----- | ----- | ----- |
| 5                                 | 0,067 | 0,019 | 0,019 | 0,026 | 0,172 | 0,395 | 0,258 | 0,209 |
| 10                                | 0,121 | 0,032 | 0,032 | 0,048 | 0,315 | 0,630 | 0,461 | 0,392 |
| 15                                | 0,164 | 0,042 | 0,042 | 0,068 | 0,425 | 0,745 | 0,613 | 0,543 |
| 20                                | 0,196 | 0,047 | –     | 0,087 | 0,499 | 0,762 | 0,711 | 0,653 |
| 25                                | 0,214 | 0,048 | –     | 0,106 | 0,540 | 0,723 | 0,770 | 0,717 |
| 30                                | –     | 0,044 | –     | 0,124 | 0,542 | 0,662 | 0,785 | 0,740 |
| 40                                | –     | –     | –     | 0,157 | 0,450 | 0,515 | 0,733 | 0,680 |
| 50                                | –     | –     | –     | 0,186 | –     | –     | 0,631 | 0,541 |
| 60                                | –     | –     | –     | 0,210 | –     | –     | 0,513 | 0,373 |
| 70                                | –     | –     | –     | –     | –     | –     | 0,396 | 0,216 |
| 80                                | –     | –     | –     | –     | –     | –     | 0,267 | 0,111 |

Die Fett hervorgehobenen Werte sind absolute Leitfähigkeitsmaxima dieser Elektrolyte.
Auf Grundlage vorliegender Leitfähigkeitswerte der spezifischen Leitfähigkeit können aus diesen Werten Äquivalentleitfähigkeitswerte und Leitfähigkeitskoeffizienten berechnet werden, wenn aus Tabellenbüchern die molaren Konzentrationen der Lösungen ermittelt wurden und die Grenz-Äquivalentleitfähigkeitswerte bekannt sind. Dies soll nachfolgend tabellarisch für Salzsäure, Salpetersäure, Schwefelsäure, Kalilauge und Natriumchloridlösung erfolgen.
In nachfolgender Tabelle sind die fett markierten Werte die originalen (gemessenen) spezifischen Leitfähigkeitswerte zu den in der obigen Datenquelle genannten Massenprozenten. Da die Stoffmengenkonzentrationen aus verschiedenen Tabellenwerken nur für 20 °C gefunden werden konnten (teilweise wurde interpoliert) wurden die Leitfähigkeitwerte mit den ermittelten Temperaturkoeffizienten k (für Idealverdünnung) auf 20 °C extrapoliert. Die berechneten Leitfähigkeitswerte und der Leitfähigkeitskoeffizient können daher relative Fehler von bis zu mehreren Prozent enthalten.
Aus anderen Datenquellen stammende/berechnete Leitfähigkeitswerte/Äquivalentleitfähigkeitswerte/Grenzleitfähigkeitswerte wurden in Klammern gesetzt.
| Lösung               | w, Konzentration in Massenprozent | {\displaystyle \kappa } in S/cm (bei 18 °C)                   | k in 1/K (bei 18 °C) | {\displaystyle \kappa } in S/cm (bei 20 °C, extrapoliert mittels k) | c in mol/l (bei 20 °C) | {\displaystyle c^{*}} in mol/cm3 (bei 20 °C) | z | {\displaystyle \Lambda _{c}} in S·cm2/mol (bei 20 °C) | {\displaystyle f_{\lambda }} (bei 20 °C) | {\displaystyle \kappa _{hyp}} in S/cm (bei 20 °C) |
| -------------------- | --------------------------------- | ------------------------------------------------------------- | -------------------- | ------------------------------------------------------------------- | ---------------------- | -------------------------------------------- | - | ----------------------------------------------------- | ---------------------------------------- | ------------------------------------------------- |
| Salzsäure            | 0                                 | 0                                                             | ≈0,017               | 0                                                                   | 0                      | 0                                            | 1 | (≈387,8)                                              | 1                                        | 0                                                 |
| Salzsäure            | 1                                 | (0,0813<x<0,0949)                                             | ≈0,017               | (0,0842<x<0,0982)                                                   | 0,275                  | 0,000275                                     | 1 | (306<x<357)                                           | (0,789<x<0,921)                          | 0,107                                             |
| Salzsäure            | 5                                 | 0,395                                                         | ≈0,017               | ≈0,408                                                              | 1,404                  | 0,001404                                     | 1 | ≈291                                                  | ≈0,750                                   | 0,544                                             |
| Salzsäure            | 10                                | 0,630                                                         | ≈0,017               | ≈0,651                                                              | 2,871                  | 0,002871                                     | 1 | ≈227                                                  | ≈0,585                                   | 1,11                                              |
| Salzsäure            | 15                                | 0,745                                                         | ≈0,017               | ≈0,770                                                              | 4,414                  | 0,004414                                     | 1 | ≈174                                                  | ≈0,449                                   | 1,71                                              |
| Salzsäure            | 20                                | 0,762                                                         | ≈0,017               | ≈0,788                                                              | 6,022                  | 0,006022                                     | 1 | ≈131                                                  | ≈0,338                                   | 2,33                                              |
| Salzsäure            | 25                                | 0,723                                                         | ≈0,017               | ≈0,748                                                              | 7,706                  | 0,007706                                     | 1 | ≈97,1                                                 | ≈0,250                                   | 2,99                                              |
| Salzsäure            | 30                                | 0,662                                                         | ≈0,017               | ≈0,685                                                              | 9,416                  | 0,009416                                     | 1 | ≈72,7                                                 | ≈0,187                                   | 3,65                                              |
| Salzsäure            | 40                                | 0,515                                                         | ≈0,017               | ≈0,533                                                              | 13,14                  | 0,01314                                      | 1 | ≈40,6                                                 | ≈0,105                                   | 5,10                                              |
| Salpetersäure        | 0                                 | 0                                                             | ≈0,0169              | 0                                                                   | 0                      | 0                                            | 1 | (≈383)                                                | 1                                        | 0                                                 |
| Salpetersäure        | 1                                 | (0,0503<x<0,0538) muss aber größer als 0,0516(=0,258/5) sein! | ≈0,0169              | (0,0521<x<0,0557) muss aber größer als 0,0534(=0,267/5) sein!       | 0,159                  | 0,000159                                     | 1 | (328<x<350)                                           | (0,856<x<0,914)                          | 0,0609                                            |
| Salpetersäure        | 5                                 | 0,258                                                         | ≈0,0169              | ≈0,267                                                              | 0,814                  | 0,000814                                     | 1 | ≈328                                                  | ≈0,856                                   | 0,312                                             |
| Salpetersäure        | 10                                | 0,461                                                         | ≈0,0169              | ≈0,477                                                              | 1,673                  | 0,001673                                     | 1 | ≈285                                                  | ≈0,744                                   | 0,641                                             |
| Salpetersäure        | 15                                | 0,613                                                         | ≈0,0169              | ≈0,634                                                              | 2,580                  | 0,002580                                     | 1 | ≈246                                                  | ≈0,642                                   | 0,988                                             |
| Salpetersäure        | 20                                | 0,711                                                         | ≈0,0169              | ≈0,735                                                              | 3,539                  | 0,003539                                     | 1 | ≈208                                                  | ≈0,543                                   | 1,36                                              |
| Salpetersäure        | 25                                | 0,770                                                         | ≈0,0169              | ≈0,796                                                              | 4,550                  | 0,004550                                     | 1 | ≈175                                                  | ≈0,457                                   | 1,74                                              |
| Salpetersäure        | 30                                | 0,785                                                         | ≈0,0169              | ≈0,812                                                              | 5,618                  | 0,005618                                     | 1 | ≈145                                                  | ≈0,379                                   | 2,15                                              |
| Salpetersäure        | 31                                | (0,865 bei 25 °C) Maximalwert!                                | ≈0,0169              | ≈0,792                                                              | 5,838                  | 0,005838                                     | 1 | (≈136)                                                | (≈0,355)                                 | 2,23                                              |
| Salpetersäure        | 40                                | 0,733                                                         | ≈0,0169              | ≈0,758                                                              | 7,911                  | 0,007911                                     | 1 | ≈95,8                                                 | ≈0,250                                   | 3,03                                              |
| Salpetersäure        | 50                                | 0,631                                                         | ≈0,0169              | ≈0,652                                                              | 10,39                  | 0,01039                                      | 1 | ≈62,8                                                 | ≈0,164                                   | 3,98                                              |
| Salpetersäure        | 60                                | 0,513                                                         | ≈0,0169              | ≈0,530                                                              | 13,01                  | 0,01301                                      | 1 | ≈40,7                                                 | ≈0,106                                   | 4,98                                              |
| Salpetersäure        | 70                                | 0,396                                                         | ≈0,0169              | ≈0,409                                                              | 15,70                  | 0,01570                                      | 1 | ≈26,1                                                 | ≈0,0681                                  | 6,01                                              |
| Salpetersäure        | 80                                | 0,267                                                         | ≈0,0169              | ≈0,276                                                              | 18,44                  | 0,01844                                      | 1 | ≈15,0                                                 | ≈0,0392                                  | 7,06                                              |
| Salpetersäure        | 90                                | ?                                                             | ≈0,0169              | ?                                                                   | ?                      | ?                                            | 1 | ?                                                     | ?                                        | ?                                                 |
| Salpetersäure        | 100                               | (0,015 bei 25 °C)                                             | ≈0,0169              | (≈0,0137)                                                           | 24,01                  | 0,02401                                      | 1 | (≈0,571)                                              | (≈0,00149)                               | 9,20                                              |
| Schwefelsäure        | 0                                 | 0                                                             | ≈0,01534             | 0                                                                   | 0                      | 0                                            | 2 | (≈390,6)                                              | 1                                        | 0                                                 |
| Schwefelsäure        | 1                                 | (≈0,0488)                                                     | ≈0,01534             | (≈0,0503)                                                           | 0,103                  | 0,000103                                     | 2 | (≈244,0)                                              | (≈0,6247)                                | 0,0805                                            |
| Schwefelsäure        | 5                                 | 0,209                                                         | ≈0,01534             | ≈0,2154                                                             | 0,526                  | 0,000526                                     | 2 | ≈204,8                                                | ≈0,524                                   | 0,4109                                            |
| Schwefelsäure        | 10                                | 0,392                                                         | ≈0,01534             | ≈0,4040                                                             | 1,087                  | 0,001087                                     | 2 | ≈185,8                                                | ≈0,476                                   | 0,8492                                            |
| Schwefelsäure        | 15                                | 0,543                                                         | ≈0,01534             | ≈0,5597                                                             | 1,685                  | 0,001685                                     | 2 | ≈166,1                                                | ≈0,425                                   | 1,316                                             |
| Schwefelsäure        | 20                                | 0,653                                                         | ≈0,01534             | ≈0,6730                                                             | 2,324                  | 0,002324                                     | 2 | ≈144,8                                                | ≈0,371                                   | 1,816                                             |
| Schwefelsäure        | 25                                | 0,717                                                         | ≈0,01534             | ≈0,7390                                                             | 3,004                  | 0,003004                                     | 2 | ≈123,0                                                | ≈0,315                                   | 2,347                                             |
| Schwefelsäure        | 30                                | 0,740 Maximum!                                                | ≈0,01534             | ≈0,7627                                                             | 3,728                  | 0,003728                                     | 2 | ≈102,3                                                | ≈0,262                                   | 2,912                                             |
| Schwefelsäure        | 40                                | 0,680                                                         | ≈0,01534             | ≈0,7009                                                             | 5,313                  | 0,005313                                     | 2 | ≈65,96                                                | ≈0,169                                   | 4,151                                             |
| Schwefelsäure        | 50                                | 0,541                                                         | ≈0,01534             | ≈0,5576                                                             | 7,113                  | 0,007113                                     | 2 | ≈39,20                                                | ≈0,100                                   | 5,557                                             |
| Schwefelsäure        | 60                                | 0,373                                                         | ≈0,01534             | ≈0,3844                                                             | 9,166                  | 0,009166                                     | 2 | ≈20,97                                                | ≈0,0537                                  | 7,160                                             |
| Schwefelsäure        | 70                                | 0,216                                                         | ≈0,01534             | ≈0,2226                                                             | 11,49                  | 0,01149                                      | 2 | ≈9,687                                                | ≈0,0248                                  | 8,976                                             |
| Schwefelsäure        | 80                                | 0,111                                                         | ≈0,01534             | ≈0,1144                                                             | 14,07                  | 0,01407                                      | 2 | ≈4,065                                                | ≈0,0104                                  | 10,99                                             |
| Schwefelsäure        | 90                                | ?                                                             | ≈0,01534             | ?                                                                   | 16,65                  | 0,01665                                      | 2 | ?                                                     | ?                                        | 13,01                                             |
| Schwefelsäure        | 100                               | (0,0826 bei 25 °C) 1)                                         | ≈0,01534             | (≈0,0763)                                                           | 18,68                  | 0,01868                                      | 2 | (≈2,04)                                               | (≈0,00522)                               | 14,59                                             |
| Kalilauge            | 0                                 | 0                                                             | ≈0,0201              | 0                                                                   | 0                      | 0                                            | 1 | (≈242,5)                                              | 1                                        | 0                                                 |
| Kalilauge            | 1                                 | (0,0333<x<0,0382) muss aber größer als 0,0344(=0,172/5) sein  | ≈0,0201              | (0,0347<x<0,0398) muss aber größer als 0,0358(=0,179/5) sein        | 0,1796                 | 0,0001796                                    | 1 | (193<x<222)                                           | (0,79<x<0,915)                           | 0,04333                                           |
| Kalilauge            | 5                                 | 0,172                                                         | ≈0,0201              | ≈0,179                                                              | 0,9274                 | 0,0009274                                    | 1 | ≈193                                                  | ≈0,796                                   | 0,2249                                            |
| Kalilauge            | 10                                | 0,315                                                         | ≈0,0201              | ≈0,328                                                              | 1,929                  | 0,001929                                     | 1 | ≈170                                                  | ≈0,701                                   | 0,4678                                            |
| Kalilauge            | 15                                | 0,425                                                         | ≈0,0201              | ≈0,442                                                              | 3,013                  | 0,003013                                     | 1 | ≈147                                                  | ≈0,606                                   | 0,7307                                            |
| Kalilauge            | 20                                | 0,499                                                         | ≈0,0201              | ≈0,519                                                              | 4,190                  | 0,004190                                     | 1 | ≈124                                                  | ≈0,511                                   | 1,016                                             |
| Kalilauge            | 25                                | 0,540                                                         | ≈0,0201              | ≈0,562                                                              | 5,480                  | 0,005480                                     | 1 | ≈103                                                  | ≈0,425                                   | 1,329                                             |
| Kalilauge            | 30                                | 0,542                                                         | ≈0,0201              | ≈0,564                                                              | 6,885                  | 0,006885                                     | 1 | ≈81,9                                                 | ≈0,338                                   | 1,670                                             |
| Kalilauge            | 40                                | 0,450                                                         | ≈0,0201              | ≈0,468                                                              | 10,06                  | 0,01006                                      | 1 | ≈46,5                                                 | ≈0,192                                   | 2,440                                             |
| Natriumchloridlösung | 0                                 | 0                                                             | ≈0,0214              | 0                                                                   | 0                      | 0                                            | 1 | (≈111,3)                                              | 1                                        | 0                                                 |
| Natriumchloridlösung | 1                                 | (0,0130<x<0,0155) muss aber größer als 0,0134(=0,067/5) sein! | ≈0,0214              | (0,0136<x<0,0162) muss aber größer als 0,0140(=0,070/5) sein!       | 0,172                  | 0,000172                                     | 1 | (79,0<x<94,0)                                         | (0,710<x<0,845)                          | 0,01914                                           |
| Natriumchloridlösung | 5                                 | 0,067                                                         | ≈0,0214              | ≈0,070                                                              | 0,886                  | 0,000886                                     | 1 | ≈79,0                                                 | ≈0,710                                   | 0,09861                                           |
| Natriumchloridlösung | 10                                | 0,121                                                         | ≈0,0214              | ≈0,126                                                              | 1,832                  | 0,001832                                     | 1 | ≈68,8                                                 | ≈0,618                                   | 0,2039                                            |
| Natriumchloridlösung | 15                                | 0,164                                                         | ≈0,0214              | ≈0,171                                                              | 2,845                  | 0,002845                                     | 1 | ≈60,1                                                 | ≈0,540                                   | 0,3166                                            |
| Natriumchloridlösung | 20                                | 0,196                                                         | ≈0,0214              | ≈0,204                                                              | 3,926                  | 0,003926                                     | 1 | ≈52,0                                                 | ≈0,467                                   | 0,4369                                            |
| Natriumchloridlösung | 25                                | 0,214                                                         | ≈0,0214              | ≈0,223                                                              | 5,085                  | 0,005085                                     | 1 | ≈43,9                                                 | ≈0,394                                   | 0,5659                                            |
| Natriumchloridlösung | 26,498 (gesättigt bei 20°)        | –                                                             | –                    | (0,2260)                                                            | ≈5,447 (extrapoliert)  | ≈0,005447 (extrapoliert)                     | 1 | (≈41,49) (extrapoliert)                               | (≈0,3728) (extrapoliert)                 | 0,6063                                            |
| Silbernitratlösung   | 0                                 | 0                                                             | ≈0,0214              | 0                                                                   | 0                      | 0                                            | 1 | (≈115,9)                                              | 1                                        | 0                                                 |
| Silbernitratlösung   | 1                                 | (≈0,0058)                                                     | ≈0,0214              | (≈0,0060)                                                           | 0,05930                | 0,00005930                                   | 1 | (≈101,7)                                              | (≈0,877)                                 | 0,006873                                          |
| Silbernitratlösung   | 5                                 | 0,026                                                         | ≈0,0214              | ≈0,027                                                              | 0,3066                 | 0,0003066                                    | 1 | ≈88,1                                                 | ≈0,760                                   | 0,03553                                           |
| Silbernitratlösung   | 10                                | 0,048                                                         | ≈0,0214              | ≈0,050                                                              | 0,6407                 | 0,0006407                                    | 1 | ≈78,0                                                 | ≈0,673                                   | 0,07426                                           |
| Silbernitratlösung   | 15                                | 0,068                                                         | ≈0,0214              | ≈0,071                                                              | 1,0056                 | 0,0010056                                    | 1 | ≈70,6                                                 | ≈0,609                                   | 0,1165                                            |
| Kupfersulfatlösung   | 0                                 | 0                                                             | ≈0,0276              | 0                                                                   | 0                      | 0                                            | 2 | (≈120,8)                                              | 1                                        | 0                                                 |
| Kupfersulfatlösung   | 1                                 | (x>0,00539)                                                   | ≈0,0276              | (x>0,0057)                                                          | 0,063248               | 0,000063248                                  | 2 | (x>45,06)                                             | (>0,3730)                                | 0,01528                                           |
| Kupfersulfatlösung   | 5                                 | 0,019                                                         | ≈0,0276              | ≈0,020                                                              | 0,32924                | 0,00032924                                   | 2 | ≈30,4                                                 | ≈0,252                                   | 0,07954                                           |
| Kupfersulfatlösung   | 10                                | 0,032                                                         | ≈0,0276              | ≈0,034                                                              | 0,69357                | 0,00069357                                   | 2 | ≈24,5                                                 | ≈0,203                                   | 0,1676                                            |
| Kupfersulfatlösung   | 15                                | 0,042                                                         | ≈0,0276              | ≈0,044                                                              | 1,097 (extrapoliert)   | 0,001097 (extrapoliert)                      | 2 | ≈20,0 (extrapoliert)                                  | ≈0,166 (extrapoliert)                    | 0,2650                                            |
| Zinksulfatlösung     | 0                                 | 0                                                             | ≈0,0214              | 0                                                                   | 0                      | 0                                            | 2 | (≈115,9)                                              | 1                                        | 0                                                 |
| Zinksulfatlösung     | 1                                 | (x>0,0056)                                                    | ≈0,0214              | (x>0,0059)                                                          | 0,06253                | 0,00006253                                   | 2 | (x>47,2)                                              | (>0,407)                                 | 0,01449                                           |
| Zinksulfatlösung     | 5                                 | 0,019                                                         | ≈0,0214              | ≈0,020                                                              | 0,3255                 | 0,0003255                                    | 2 | ≈30,7                                                 | ≈0,265                                   | 0,07545                                           |
| Zinksulfatlösung     | 10                                | 0,032                                                         | ≈0,0214              | ≈0,033                                                              | 0,6857                 | 0,0006857                                    | 2 | ≈24,1                                                 | ≈0,208                                   | 0,1589                                            |
| Zinksulfatlösung     | 15                                | 0,042                                                         | ≈0,0214              | ≈0,044                                                              | 1,0848 (extrapoliert)  | 0,0010848 (extrapoliert)                     | 2 | ≈20,3 (extrapoliert)                                  | ≈0,175 (extrapoliert)                    | 0,2515                                            |

1) eine andere Quelle (Bierwerth) nennt für 100%ige Schwefelsäure bei 25 °C den Wert 0,010 S/cm für die spezifische Leitfähigkeit und für reine Salpetersäure 0,015 S/cm. Dies gilt mutmaßlich für extremst wasserfreie Schwefelsäure (Entfernung der letzten ppm Wasser).
Da die spezifische Leitfähigkeit {\displaystyle \kappa } das Produkt von aktueller (konzentrationsabhängiger) Äquivalentleitfähigkeit {\displaystyle \Lambda _{c}}, der Ladungsaustauschzahl (Wertigkeit) z und der molaren Konzentration je Kubikzentimeter {\displaystyle c^{*}} ist, kann die aktuell wirksame Äquivalentkonzentration berechnet werden, indem die gemessene spezifische Leitfähigkeit durch die molare Konzentration je Kubikzentimeter {\displaystyle c^{*}} und durch die Ladungsaustauschzahl {\displaystyle z} geteilt wird.
es gilt für eine konstante Temperatur der Zusammenhang:
{\displaystyle \kappa ^{(c)}=z\cdot c^{*}\cdot \Lambda _{c}^{(c)}=z\cdot c^{*}\cdot \Lambda _{0}\cdot f_{\lambda }^{(c)}}
Die Produkte {\displaystyle z\cdot c=c_{\text{äqui}}} und {\displaystyle z\cdot c^{*}=c_{\text{äqui}}^{*}} sind die Äquivalentkonzentration {\displaystyle c_{\text{äqui}}} je Liter und die Äquivalentkonzentration je Kubikzentimeter {\displaystyle c_{\text{äqui}}^{*}}.
{\displaystyle \kappa _{\text{hyp}}} ist der hypothetische Leitfähigkeitswert der sich einstellen würde, wenn alle Teilchen/Moleküle angenommenerweise zu 100 % dissoziiert als Ionen vorliegen würden und alle am Leitfähigkeitsprozess teilnehmen würden, so als ob sie idealverdünnt vorliegen würden. Er ist das Produkt von Grenz-Äquivalentleitfähigkeit (Grenzleitfähigkeit), Ladungsaustauschzahl {\displaystyle z} und molarer Konzentration je Kubikzentimeter {\displaystyle c^{*}}.
Bei der „Hochrechnung“ von 18 °C auf 20 °C der Konzentrationen und Äquivalentleitfähigkeiten wurde nicht berücksichtigt, dass das Volumen sich ausdehnt und die molare Konzentration dadurch etwas absinkt. Die tatsächlichen Äquivalentkonzentrationen müssten demnach minimal größer sein als die hier berechneten.
genutzte Datenquellen:
- Tabellenbuch der Chemie[9] zur Ermittlung der Stoffmengenkonzentrationen aus Massenkonzentrationen für 20 °C.
- Tabellen zur Chemie,[10] zur Ermittlung der Temperaturkoeffizienten (mit den daraus berechneten Überführungszahlen für Idealverdünnung) und Ermittlung der Grenzleitfähigkeitswerte für 20 °C.
- Stoffdaten und Kennwerte der Verfahrenstechnik,[11] zur Ermittlung von Dichten und Stoffmengenkonzentrationen für Kalilauge bei 20 °C.
- Tabellenbuch Chemietechnik,[12] Leitfähigkeit wasserfreier Schwefelsäure und Salpetersäure und gesättigter Natriumchloridlösung bei 25 °C oder 20 °C.

### Bestimmung von Äquivalentleitfähigkeit, Grenzleitfähigkeit und Ionenbeweglichkeit einer Ionenart durch Messungen
Sind die Werte für Äquivalentleitfähigkeit/Grenzleitfähigkeit, Ionenbeweglichkeit einer Ionenart nicht bekannt, können sie durch Messungen der spezifischen Leitfähigkeit bei verschiedenen Konzentrationen und der gewünschten Temperatur ermittelt werden, wenn durch einen Hittorf-Versuch die Überführungszahlen von Kation und Anion des benutzten Salzes bestimmt wurden (bei gleicher Konzentration und Temperatur!).
Die Äquivalentleitfähigkeit eines Ions ist das Produkt aus Überführungszahl des Ions (in dem Salz/für dieses Salz) und der Äquivalentleitfähigkeit des ganzen Salzes bei dieser Konzentration und Temperatur. Um die Grenzleitfähigkeit und die (Grenz)Ionenbeweglichkeit zu bestimmen, müssen die genannten Messungen bei jeweils verschiedenen Konzentrationen gemacht werden für dekadisch abgestufte Konzentrationen, beispielsweise 0,0001 mol/l, 0,001 mol/l, 0,01 mol/l,
siehe dazu:
- Anwendungsbezug der Überführungszahl
- Konzentrationsabhängigkeit der Überführungszahl
- Kohlrausch’sches Quadratwurzelgesetz der Äquivalentleitfähigkeit

Aus den Messwerten der spezifischen Leitfähigkeit und Überführungszahlen, können die Äquivalentleitfähigkeitswerte/Grenzleitfähigkeitswerte und die (Grenz)Ionenbeweglichkeitswerte nur berechnet werden. Sie sind Werte mathematischer Modelle, die nicht direkt gemessen werden können! Dies gilt auch für die molare (Grenz)Leitfähigkeit.

### Die Temperaturabhängigkeit der elektrolytischen Leitfähigkeit
Während Metalle einen steigenden Widerstand, also sinkende Leitfähigkeit, mit steigender Temperatur aufweisen, steigt die Leitfähigkeit von ionischen wässrigen Elektrolytlösungen (Säuren, Laugen, Salzlösungen) mit der Zunahme der Temperatur an. Dies gilt auch für Salzschmelzen. Erklärt wird dies mit der Abnahme der Viskosität des Lösemittels (oder der Schmelze) und der Zunahme der damit verbundenen Ionenbeweglichkeit {\displaystyle v_{i}} bzw. Äquivalentleitfähigkeit {\displaystyle \lambda _{i}} oder {\displaystyle \lambda _{\mathrm {Salz} }}.
Es zeigt sich in Wasser eine näherungsweise lineare Zunahme von:
- Ionenbeweglichkeit {\displaystyle v_{i}}, z. B. in S·cm²/(A·s)
- molaren Leitfähigkeit {\displaystyle \lambda _{m}}, in S·cm²/mol
- Äquivalentleitfähigkeit {\displaystyle \lambda _{ev}}, in S·cm²/mol
- Wanderungsgeschwindigkeit u eines Ions (bei gleicher Feldstärke E), in cm/s
- spezifischen Leitfähigkeit {\displaystyle \kappa }, in S/cm

im Temperaturbereich zwischen 18 °C und etwa 90 °C in idealverdünnten Lösungen. Alle fünf genannten – miteinander verknüpften – Größen können also bezüglich ihrer Temperaturabhängigkeit mit einem (weitgehend) konstanten Koeffizienten beschrieben werden. Für die Gesamtleitfähigkeit der Lösung als spezifische Leitfähigkeit oder Äquivalentleitfähigkeit oder molare Leitfähigkeit gilt für den konstanten Temperaturkoeffizienten {\displaystyle k_{\mathrm {Salz} }^{T0}} der gesamten Lösung mit Bezugstemperatur {\displaystyle T_{0}}:
{\displaystyle k_{\mathrm {Salz} }^{T0}={\frac {\lambda _{\mathrm {ev,Salz} }^{(T2)}-\lambda _{\mathrm {ev,Salz} }^{(T0)}}{(T_{2}-T_{0})\cdot \lambda _{\mathrm {ev,Salz} }^{(T0)}}}={\frac {\kappa _{\mathrm {Salz} }^{(T2)}-\kappa _{\mathrm {Salz} }^{(T0)}}{(T_{2}-T_{0})\cdot \kappa _{\mathrm {Salz} }^{(T0)}}}={\frac {\lambda _{\mathrm {m,Salz} }^{(T2)}-\lambda _{\mathrm {m,Salz} }^{(T0)}}{(T_{2}-T_{0})\cdot \lambda _{\mathrm {m,Salz} }^{(T0)}}}}
Für Berechnung der k-Werte können alternativ entweder spezifische Leitfähigkeiten {\displaystyle \kappa } in [S/cm] der gesamten Lösung (des Salzes) oder molare Leitfähigkeit {\displaystyle \Lambda _{m}} oder Äquivalentleitfähigkeiten {\displaystyle \Lambda _{ev}} der gesamten Lösung (des Salzes) eingesetzt werden!
Für jede einzelne Ion i gilt für den konstanten Temperaturkoeffizienten {\displaystyle \alpha _{i}^{T0}} der Bezugstemperatur {\displaystyle T_{0}} analog dazu:
{\displaystyle \alpha _{i}^{T0}={\frac {\lambda _{i}^{(T2)}-\lambda _{i}^{(T0)}}{(T_{2}-T_{0})\cdot \lambda _{i}^{(T0)}}}}
Für die neue Leitfähigkeit eines Ions i bei veränderter Temperatur T gilt dann:
{\displaystyle \lambda _{i}^{(c,T)}=\lambda _{i}^{(c,T0)}\cdot (1+\alpha _{i}^{T0}\cdot (T-T_{0}))}
{\displaystyle T_{0}} ist die Bezugstemperatur mit der Bezugsleitfähigkeit {\displaystyle \lambda ^{T0}} oder {\displaystyle \kappa ^{T0}}dazu.
Für das gesamte Salz (die Lösung) gilt:
{\displaystyle \lambda _{\mathrm {Salz} }^{(c,T)}=\lambda _{\mathrm {Kation} }^{(c,T0)}\cdot (1+\alpha _{\mathrm {Kation} }^{T0}\cdot (T-T_{0}))+\lambda _{\mathrm {Anion} }^{(c,T0)}\cdot (1+\alpha _{\mathrm {Anion} }^{T0}\cdot (T-T_{0}))=\lambda _{\mathrm {Salz} }^{(c,T0)}\cdot (1+k^{T0}\cdot (T-T_{0}))}
bzw. für die spezifische Leitfähigkeit in S/cm:
{\displaystyle \kappa _{\mathrm {Salz} }^{(c,T)}=\kappa _{\mathrm {Salz} }^{(c,T0)}\cdot (1+k^{T0}\cdot (T-T_{0}))}
Die Äquivalentleitfähigkeiten gelten immer nur für eine Konzentration/Äquivalentkonzentration!
Die Alphawerte für ein Ion sind per Definition Konstanten, also temperaturunabhängig. Sie sind aber -real- etwas temperaturabhängig und nicht völlig unabhängig von der Konzentration. Zu jedem Temperaturkoeffizienten {\displaystyle \alpha _{i}} oder k, muss die Referenztemperatur {\displaystyle T_{0}} als Indice genannt werden, da er berechnet wurde – in diesem Modell – – durch Normierung (Teilung) auf eine Bezugsleitfähigkeit (bei der Bezugstemperatur), also z. B. {\displaystyle \alpha _{i}^{18}} und {\displaystyle k^{18}} für Bezugstemperatur 18 °C. Die Konstante k – der gesamten Lösung – setzt sich anteilig mit den Überführungszahlen der Ionen in diesem Salz aus den Alphawerten von Kation und Anion zusammen:
{\displaystyle K^{(c,T0)}=n_{\mathrm {Kation} }^{(c,T0)}\cdot \alpha _{\mathrm {Kation} }^{T0}+n_{\mathrm {Anion} }^{(c,T0)}\cdot \alpha _{\mathrm {Anion} }^{T0}}
Üblicherweise werden die Alphawerte (näherungsweise) als konzentrationsunabhängig betrachtet, auch in diesem Falle ist der k-Wert der Lösung konzentrationsabhängig, da die Überführungszahlen konzentrationsabhängig sind.
Je größer die Bezugstemperatur ist, desto kleiner sind die α-Werte des Ions oder die k-Werte der Lösung! Sie sind immer positiv, da die Leitfähigkeit mit steigender Temperatur zunimmt. Die Werte zu verschiedenen Bezugstemperaturen können ineinander umgerechnet werden (wenn die Werte als Konstanten angenommen werden).
Alle genannten Formeln gelten natürlich nur für idealverdünnte Lösungen und näherungsweise idealverdünnte Lösungen starker Elektrolyte, die also möglichst vollständig dissoziiert vorliegen. Vollständige Gültigkeit würde also bei Dissoziationsgrad von 100 % und Aktivitätskoeffizienten von {\displaystyle f_{a}=1} vorliegen. Üblicherweise also bis zu molaren Konzentrationen von maximal 0,01 mol/l bei einwertigen Elektrolyten oder bis 0,01 mol/l der rechnerischen Ionenstärke bei mehrwertigen Ionen im Elektrolyten.
Streng genommen hat jedes Ion in idealverdünnter Lösung bei verschiedenen Temperaturen auch etwas verschiedene Alphawerte (schwache Exponentialfunktion). Demzufolge ist auch der k-Wert der Lösung nicht ganz konstant.
Multipliziert man die als konstant angenommenen k-Werte oder Alphawerte mit 100 %, so erhält man die prozentuale Zunahme der Leitfähigkeit/Ionenbeweglichkeit/Wanderungsgeschwindigkeit je Kelvin Temperatursteigerung.
Weitere Theorie, Tabellen und Diagramme zu Alphawerten und k-Werten findet man in „Die kleine Leitfähigkeitsfibel“.
Einen Artikel zur Berücksichtigung des nichtlinearen Temperaturverlaufes bei Leitfähigkeitsmessungen mittels Polynommodell findet sich in „Leitfähigkeits-Fibel, Eine Einführung in die Konduktometrie“.

#### Umrechnung von Temperaturkoeffizienten auf andere Bezugstemperaturen
definiert man zwei verschiedene Bezugstemperaturen {\displaystyle T_{0}} und {\displaystyle T_{00}}:
{\displaystyle T_{00}=\delta +T_{0}}
so kann man aus den Definitionsgleichungen der Temperaturkoeffizienten die Gleichung zum Umrechnen der Alphawerte oder in Analogie der k-Werte herleiten:
{\displaystyle k^{T00}={\frac {{\tfrac {\lambda ^{T2}}{\lambda ^{T0}+\lambda ^{T0}\cdot k^{T0}\cdot \delta }}-1}{T_{2}-(T_{0}+\delta )}}={\frac {\lambda ^{T2}-\lambda ^{T00}}{\lambda ^{T00}\cdot (T_{2}-T_{00})}}={\frac {{\tfrac {\lambda ^{T2}}{\lambda ^{T00}}}-1}{T_{2}-T_{00}}}}
{\displaystyle \delta } ist hier eine beliebige positive oder negative Temperaturdifferenz.
{\displaystyle T_{2}} ist eine beliebige Temperatur, meist aber größer als beide Bezugstemperaturen. Zu {\displaystyle T_{2}} gehört die Leitfähigkeit {\displaystyle \lambda ^{T2}}
Die Temperaturkoeffizienten alpha eines Ions, oder k einer Lösung, haben jeweils kleinere (positive) Zahlenwerte, wenn ihre Bezugstemperatur größer ist.
Beispiel:
Die Grenz-Äquivalentleitfähigkeiten für Kaliumionen sind: 65 (18 °C) und 73,5 (25 °C) S·cm²/mol.
Die Temperaturdifferenz ist 7 K. Der Temperaturkoeffizient für 18 °C Bezugstemperatur ist:
{\displaystyle \alpha _{K+}^{18}={\tfrac {(73{,}5-65)\,\mathrm {S\cdot cm^{2}/mol} }{7\,\mathrm {K} \cdot 65\,\mathrm {S\cdot cm^{2}/mol} }}=0{,}0187\,\mathrm {K^{-1}} }.
Für weitere 7 K Temperaturerhöhung, also 25 °C + 7 K = 32 °C, ist eine Leitfähigkeit von 73,5 S·cm²/mol + (73,5 S·cm²/mol − 65 S·cm²/mol) = 82 S·cm²/mol zu erwarten für konstante Alphawerte, also konstanten Anstieg der absoluten Leitfähigkeit. Der Alphawert für 25 °C Bezugstemperatur ist daher:
{\displaystyle \alpha _{K+}^{25}={\tfrac {(82-73{,}5)\,\mathrm {S\cdot cm^{2}/mol} }{7\,\mathrm {K} \cdot 73,5\,\mathrm {S\cdot cm^{2}/mol} }}=0{,}0165\,\mathrm {K^{-1}} }.
Dies war der logische Weg.
Probe mit der Formel:
{\displaystyle \alpha _{\text{Kaliumion}}^{25^{\circ }\mathrm {C} }={\frac {{\tfrac {82}{65+65\cdot \alpha ^{18\,^{\circ }\mathrm {C} }\cdot 7\,\mathrm {K} }}-1}{32\,^{\circ }\mathrm {C} -(18\,^{\circ }\mathrm {C} +7\,\mathrm {K} )}}=0{,}0165\,\mathrm {K^{-1}} }.

#### Der k-Wert einer Lösung schwach dissoziierter Elektrolyte
Liegt ein Elektrolyt nur wenig oder sehr wenig dissoziiert vor, so besteht meist eine starke Abhängigkeit des Dissoziationsgrades von der Temperatur. Die Dissoziation, also die Bildung von Ionen, steigt mit der Temperatur in diesen Fällen (teilweise stark) an. Der Leitfähigkeitskoeffizient nimmt also Richtung 1 zu.
Bei solchen Elektrolyten kann die relative (auf die Temperaturänderung bezogene) Zunahme der Leitfähigkeit/Ionenbeweglichkeit/Wanderungsgeschwindigkeit (bei gleicher Feldstärke E), also größer sein, als der größte Alphawert von Kation oder Anion. Der k-Wert der Lösung kann in diesen Fällen also einen deutlich größeren Wert annehmen als die Alphawerte der Ionen.
Näser nennt einige k-Werte für typische Elektrolytarten (ohne Temperaturangabe):
- starke Säuren k ≈ 0,016 K−1 (starker Elektrolyt)
- starke Basen k ≈ 0,019 K−1 (starker Elektrolyt)
- Salzlösungen k ≈ 0,022 K−1 (starker Elektrolyt)
- Wasser k = 0,058 K−1 (sehr schwacher Elektrolyt)

In sehr schwachen Elektrolyten wirken bekanntermaßen bereits geringe Verunreinigungen stark auf die Zunahme der Leitfähigkeit. Für natürliche Binnen-, Trink- oder Oberflächenwasser soll der {\displaystyle k^{25}}-Wert laut „kleiner Leitfähigkeits-Fibel“ für Wasser zwischen 0,0191 (bei 0 °C) und 0,0217 (bei 35 °C) sein. Bei 25 °C: {\displaystyle k^{25}=0{,}0210} (Bezugstemperatur war hier immer 25 °C!).
Diese Werte widersprechen allerdings massiv dem bei Näser angegebenen Wert für Wasser (ohne Temperaturangabe).
In schwachen und vor allem sehr schwachen Elektrolyten kann sich also die Zunahme der Leitfähigkeit anteilig aus der Zunahme des Dissoziationsgrads und der Steigerung der Leitfähigkeit durch die Temperaturkoeffizienten der Ionen -unter Berücksichtigung der Überführungszahlen der Ionen- anteilig additiv zusammensetzen.
Typische schwache Elektrolyte sind schwache organische und anorganische Säuren wie Kohlensäure, Blausäure, hypochlorige Säure, Essigsäure, längerkettige Alkansäuren, des Weiteren Ammoniaklösung und die Salze schwacher Säuren mit schwachen Basen.

#### Die Konzentrationsabhängigkeit der Temperaturkoeffizienten
Es besteht offenbar eine Abhängigkeit der Temperaturkoeffizienten der Lösung, also des k-Wertes, von der Konzentration des Elektrolyten. Rommel nennt für mehrere Elektrolyte zu verschiedenen Konzentrationen beispielsweise folgende Werte (Auszug):
| Massenanteil in % | NaOH   | H2SO4  | NH4NO3 | NaCl   |
| ----------------- | ------ | ------ | ------ | ------ |
| 5                 | 0,0201 | 0,0121 | 0,0203 | 0,0217 |
| 10                | 0,0217 | 0,0128 | 0,0194 | 0,0214 |
| 15                | 0,0249 | 0,0136 | –      | 0,0212 |
| 20                | 0,0299 | 0,0145 | 0,0179 | 0,0216 |
| 25                | 0,0375 | 0,0154 | –      | 0,0227 |
| 30                | 0,0450 | 0,0162 | 0,0168 | –      |
| 35                | 0,0550 | 0,0170 | –      | –      |
| 40                | 0,0648 | 0,0178 | 0,0160 | –      |

Die in der Originalliteratur in %/K genannten Werte wurden durch Division durch 100 in k-Werte der Einheit K−1 umgerechnet. Es handelt sich um Temperaturkoeffizienten zur Bezugstemperatur 18 °C (vermutlich auch bei 18 °C), also {\displaystyle k^{18}}-Werte.
Wie zu sehen ist, hat die Ammoniumnitratlösung sogar mit steigender Konzentration fallende k-Werte.
Wenn die k-Werte der Lösung konzentrationsabhängig sind, müssen auch die Alphawerte der Ionen konzentrationsabhängig sein.

#### Weitere Hinweise zu den Temperaturkoeffizienten
Da der Anstieg der elektrolytischen Leitfähigkeit -mit steigender Temperatur- real eine (schwache) Exponentialfunktion ist, haben alle ionischen Elektrolyte bei einer höheren Temperatur auch einen etwas größeren Temperaturkoeffizienten (der meist ja näherungsweise als konstant angenommen wird). Der Temperaturkoeffizient zu einer festen Bezugstemperatur steigt also mit steigender Messtemperatur real exponentiell an (steigende Exponentialkurve).
Bei der Änderung der (mathematischen) Bezugstemperatur des Temperaturkoeffizienten hingegen, führt die Erhöhung der Bezugstemperatur immer zu einem kleineren Zahlenwert des Temperaturkoeffizienten, egal welche aktuelle Messtemperatur man vorliegen hat.

#### Ionenbeweglichkeit und elektrolytische Leitfähigkeit in überhitztem Wasser
Mit steigender Temperatur steigt immer auch die Leitfähigkeit von Elektrolytlösungen. Für sehr hohe Temperaturen, finden sich in Fachliteratur nur schwerlich Werte für Äquivalentleitfähigkeiten oder Ionenbeweglichkeiten. Das Standardwerk von Milazzo (Elektrochemie. 1952, Tab.11, S. 48) liefert hingegen einige aufschlussreiche Werte mehrerer Elektrolyte:
| Elektrolyt | Äquivalentkonzentration {\displaystyle c_{ev}} in mol/l | 18 °C | 50 °C | 75 °C | 100 °C | 128 °C | 156 °C | 218 °C | 281 °C | 306 °C |
| ---------- | ------------------------------------------------------- | ----- | ----- | ----- | ------ | ------ | ------ | ------ | ------ | ------ |
| KCl        | 0,08                                                    | 113,5 | –     | –     | 341,5  | –      | 498    | 638    | 723    | 720    |
| AgNO3      | 0,08                                                    | 96,5  | –     | –     | 294    | –      | 432    | 552    | 614    | 604    |
| Ba(NO3)2   | 0,08                                                    | 81,6  | –     | –     | 275,5  | –      | 372    | 449    | 430    | –      |
| MgSO4      | 0,08                                                    | 52    | –     | –     | 136    | –      | 133    | –      | 75,2   | –      |
| H2SO4      | 0,002                                                   | 353,9 | 501,3 | 560,8 | 571,0  | 551    | 536    | 563 *  | –      | 637    |

Die Äquivalentleitfähigkeitswerte zu den verschiedenen Temperaturen haben die Einheit S·cm2/mol. Die Äquivalentkonzentration ist das Produkt aus Ladungsaustauschzahl (Wertigkeit) und molarer Konzentration. Für die zweiwertigen Elektrolyte Schwefelsäure, Magnesiumsulfat und Bariumnitrat ist die molare Konzentration also die Hälfte der angegebenen Äquivalentkonzentration. Die fett markierten Werte sind lokale oder absolute Maxima der Äquivalentleitfähigkeit. Der mit * markierte Wert ist ein zweites lokales Maximum der Schwefelsäure, welches vermutlich aus ihren zwei Dissoziationsstufen (Hydrogensulfat-Ion!) resultiert.
Die Äquivalentleitfähigkeiten von Kaliumchlorid und Schwefelsäure steigen also von 18 °C bis 306 °C um ca. 534 % (KCl) und ca. 80 % (Schwefelsäure).
Die Überführungszahlen zu diesen Temperaturen sind nicht bekannt. Es kann aber davon ausgegangen werden, dass diese sich nicht fundamental ändern können (im Vergleich zu 18 °C) und daher die Ionenbeweglichkeiten sich näherungsweise gleich stark mit steigender Temperatur angestiegen sein müssen wie die Äquivalentleitfähigkeiten.
Bei Temperaturen über 100 °C steht die wässrige Elektrolyt-Lösung natürlich unter erhöhtem Druck (Dampfdruck des Wassers!).

### Ionenbeweglichkeit und Elektrolytische Leitfähigkeit von Ionen in nichtwässrigen Lösemitteln
Manche Salze, Säuren, Basen (auch organische) lösen sich auch in polaren nichtwässrigen Lösemitteln, wie beispielsweise absolutem Ethanol, Pyridin, Benzol, Dimethylsulfat, Dimethylformamid u.v. a.m. Vor allem dann, wenn das Lösemittel eine große Dielektrizitätszahl hat, also selbst sehr polar ist.
In diesen Fällen liegen dann meist auch Ionen in der Lösung vor, sodass diese elektrische Leitfähigkeit aufweist.

#### Die waldensche Regel
1887 fand Paul Walden die waldensche Regel heraus, wonach das Produkt der Grenz-Äquivalentleitfähigkeit (Grenzleitfähigkeit) eines Ions oder Elektrolyten mit der dynamischen Viskosität des jeweiligen Lösemittels weitgehend konstant ist:
{\displaystyle \lambda _{\text{Ion}}^{(T)}\cdot \eta _{{\text{Lösemittel}}_{1}}^{(T)}=\lambda _{\text{Ion}}^{(T)}\cdot \eta _{{\text{Lösemittel}}_{2}}^{(T)}={\text{const.}}}
Für ein Ion. Oder analog für einen (beispielsweise binären) Elektrolyten:
{\displaystyle \Lambda _{\text{Salz}}^{(T)}\cdot \eta _{{\text{Lösemittel}}_{1}}^{(T)}=\Lambda _{\text{Salz}}^{(T)}\cdot \eta _{{\text{Lösemittel}}_{2}}^{(T)}={\text{const.}}}
Milazzo gibt an, dass die oben genannte allgemeine Waldensche Regel in manchen Fällen in folgende Gleichung übergeht:
{\displaystyle \lambda _{\text{Ion}}^{(T)}\cdot (\eta _{{\text{Lösemittel}}_{1}}^{(T)})^{a}=\lambda _{\text{Ion}}^{(T)}\cdot (\eta _{{\text{Lösemittel}}_{2}}^{(T)})^{a}={\text{const.}}}
Dabei ist {\displaystyle a} ein konstanter Exponent für den gilt: {\displaystyle a<1}.
Generell bedeutet die waldensche Regel, dass bei steigender Temperatur die dynamische Viskosität des Lösemittels sinkt (wie bei jeder Flüssigkeit!) und daher die zugehörige Äquivalentleitfähigkeit/Ionenbeweglichkeit in diesem Lösemittel steigen muss. Die Steigerung der Grenzleitfähigkeit mit zunehmender Temperatur -in einem Lösemittel- steckt also bereits in der waldenschen Regel. Die Waldensche Regel soll auch für Salzschmelzen gelten.
Sie soll aber nur dann für verschiedene Lösemittel Gültigkeit haben, wenn es sich um kristallin große Ionen handelt, die also nur wenig in wässriger Lösung hydratisiert sind.
Später fand man heraus, dass diese Regel auch für verschiedene Temperaturen in verschiedenen Lösemitteln näherungsweise gilt (verallgemeinerte waldensche Regel):
{\displaystyle \lambda _{\text{Ion}}^{(T1)}\cdot \eta _{{\text{Lösemittel}}_{1}}^{(T1)}=\lambda _{\text{Ion}}^{(T2)}\cdot \eta _{{\text{Lösemittel}}_{2}}^{(T2)}={\text{const.}}}
{\displaystyle T_{2}} und {\displaystyle T_{1}} sind hier also verschiedene Temperaturen der beiden Lösemittel.
Sind die dynamischen Viskositäten {\displaystyle \eta } von Wasser und einem geeigneten zweiten Lösemittel (für ein Salz oder ein Ion) bekannt, so kann die zu erwartende Äquivalentleitfähigkeit (zu dieser Temperatur) in dem neuen Lösemittel (oder der Salzschmelze) berechnet werden.
Da die Äquivalentleitfähigkeit {\displaystyle \lambda _{i}} das Produkt aus Ionenbeweglichkeit {\displaystyle v_{i}} und Faradaykonstante F ist, lässt sich die waldensche Regel entsprechend umformulieren:
{\displaystyle (v_{i}^{(T)}\cdot F)\cdot \eta _{\text{Lösemittel}}^{(T)}={\text{const.}}}
Umfangreich wird die waldensche Regel mit Zahlenbeispielen und Tabellen bei Milazzo behandelt.

#### Beispiel-Zahlenwerte zur waldenschen Regel
Laut Milazzo fand Walden die Regel beim Vergleich der Produkte von Grenz-Äquivalentleitfähigkeit {\displaystyle \lambda ^{0}} bzw. {\displaystyle \Lambda ^{0}} und dynamischer Viskosität {\displaystyle \eta } von etwa 30 verschiedenen Lösemitteln, in denen das Salz Tetraethylammoniumiodid löslich ist.
Nachfolgend werden in drei Tabellen „Walden-Produkte“ für Tetraethylammoniumiodid/dessen Kation bei verschiedenen Temperaturen in Wasser und bei konstanter Temperatur in verschiedenen Lösemitteln genannt.
|                                                                             | 0 °C   | 18 °C  | 25 °C  | 50 °C  | 70 °C | 100 °C |
| Grenz-Äquivalentleitfähigkeit {\displaystyle \lambda _{+}^{0}} in S·cm2/mol | 16,2   | 28,1   | 33,3   | 53,4   | –     | 103    |
| Walden-Produkt ({\displaystyle \lambda _{+}^{0}*\eta }) in S·cm2·P/mol      | 0,290  | 0,296  | 0,298  | 0,294  | –     | 0,293  |
| Walden-Produkt ({\displaystyle \lambda _{+}^{0}*\eta }) in S·cm²·Pa·s/mol   | 0,0290 | 0,0296 | 0,0298 | 0,0294 | –     | 0,0293 |

|                                                                       | 0 °C  | 18 °C | 25 °C | 50 °C | 70 °C | 100 °C |
| Walden-Produkt ({\displaystyle \Lambda ^{0}*\eta }) in S·cm2·P/mol    | 0,65  | –     | 0,66  | 0,66  | 0,63  | –      |
| Walden-Produkt ({\displaystyle \Lambda ^{0}*\eta }) in S·cm²·Pa·s/mol | 0,065 | –     | 0,066 | 0,066 | 0,063 | –      |

| Temperatur in °C | Lösemittel                 | dyn.Viskosität {\displaystyle \eta } des Lösemittels in mPa·s | Grenz-Äquivalentleitfähigkeit {\displaystyle \Lambda ^{0}} in S·cm2/mol | Walden-Produkt ({\displaystyle \Lambda ^{0}*\eta }) in S·cm2·P/mol | Walden-Produkt ({\displaystyle \Lambda ^{0}*\eta }) in S·cm2·Pa·s/mol |
| --- | -------------------------- | ------------------------------------------------------------- | ----------------------------------------------------------------------- | ------------------------------------------------------------------ | --------------------------------------------------------------------- |
| o.A./18–25 | Wasser                     | o.A./1,002                                                    | o.A./94,2                                                               | 0,981                                                              | 0,0981/0,0944                                                         |
| o.A./18–25 | Methanol                   | o.A./0,584                                                    | o.A./124,0                                                              | 0,630                                                              | 0,0630/0,0724                                                         |
| o.A. | Ethanol                    | o.A.                                                          | o.A.                                                                    | 0,586                                                              | 0,0586                                                                |
| 50 | Phenol                     | o.A.                                                          | o.A.                                                                    | 0,631                                                              | 0,0631                                                                |
| o.A./18–25 | Aceton                     | o.A./0,325                                                    | o.A./225,0                                                              | 0,662                                                              | 0,0662/0,0731                                                         |
| o.A. | Methylethylketon (MEK)     | o.A.                                                          | o.A.                                                                    | 0,620                                                              | 0,0620                                                                |
| o.A. | Acetonitril                | o.A.                                                          | o.A.                                                                    | 0,643                                                              | 0,0643                                                                |
| o.A. | Ethyl-cyanessigsäure-ester | o.A.                                                          | o.A.                                                                    | 0,646                                                              | 0,0646                                                                |
| o.A. | Benzonitril                | o.A.                                                          | o.A.                                                                    | 0,659                                                              | 0,0659                                                                |
| o.A. | ortho-Toluol-nitril        | o.A.                                                          | o.A.                                                                    | 0,650                                                              | 0,0650                                                                |
| o.A. | Ethylenchlorid             | o.A.                                                          | o.A.                                                                    | 0,604                                                              | 0,0604                                                                |
| o.A. | Nitromethan                | o.A.                                                          | o.A.                                                                    | 0,685                                                              | 0,0685                                                                |
| o.A. | Nitrobenzol                | o.A.                                                          | o.A.                                                                    | 0,673                                                              | 0,0673                                                                |
| o.A. | Pyridin                    | o.A.                                                          | o.A.                                                                    | 0,760                                                              | 0,0760                                                                |
| Anmerkungen: o.A. = ohne Angabe Mit Schrägstrich getrennte Werte entstammen zweiter Quelle. Quelle waren die Bücher "Elektrochemie" (Milazzo, Österreich 1952, Springer-Verlag, S. 49–50) sowie "Physikalische Chemie für Techniker und Ingenieure" (Näser/Lempe/Regen, DDR, 1960, S. 343–344). |                            |                                                               |                                                                         |                                                                    |                                                                       |

Wie man am Zahlenwert der Äquivalentleitfähigkeit des Tetraethylammoniumjodids im Lösemittel Aceton sieht, ist die Summenleitfähigkeit (225,0) im Vergleich zu wässriger Lösung (94,2; andere Quellen nennen 110,1 für 25 °C) etwa um 139 % angestiegen. Wären die Überführungszahlen in Aceton bekannt, könnte die Grenz-Äquivalentleitfähigkeit des (Tetraethylammonium-Kations und des Jodid-Anion in Aceton und daraus letztlich deren Ionenbeweglichkeiten in Aceton berechnet werden. In Wasser sind deren Überführungszahlen bei 25 °C: 0,302 (Tetraethylammonium-Kation) und 0,698 (Jodid-Anion). Die prozentuale Zunahme der Summenleitfähigkeit teilt sich wie die Überführungszahlen in Bezug zur Zahl 1 auf! Unter der (waghalsigen) Annahme die Überführungszahlen sind in Aceton identisch wie in Wasser würden Grenzleitfähigkeiten von 33,3 S·cm²/mol · (1 + 139 %/100 %) · 0,302 = 47,3 S·cm²/mol für das Tetraethylammonium-Kation und 76,8 S·cm²/mol · (1 + 139 %/100%) · 0,698 =151,3 S·cm²/mol für das Jodid-Anion in Aceton erzielt.
Die Ionenbeweglichkeiten des Kations/Anions wären unter dieser Annahme -in Aceton- also um +139 % · 0,302 = +42 % (Tetraethylammonium-Ion) und +139 % · 0,698 = +97 % (Jodid-Ion) größer als die Ionenbeweglichkeiten in Wasser.
Wahrscheinlich ist aber eine Veränderung der Überführungszahlen von Kation und Anion bei Änderung des Lösemittels. Nur die Messung der Überführungszahlen – im nichtwässrigen Lösemittel – durch einen Hittorf-Versuch kann hier Klarheit bringen.

### Zahlenwerte der spezifischen Leitfähigkeit und Äquivalentleitfähigkeit von Salzschmelzen
Wie in hochkonzentrierten wässrigen Lösungen kann auch die Leitfähigkeit von Salzschmelzen nicht aus den Ionenbeweglichkeiten in Wasser bei Idealverdünnung berechnet werden. Näherungsweise ist dies nur mittels waldenscher Regel möglich.
Daher sind tabellarisierte Werte für Nenntemperaturen nötig.
In dem Buch "Elektrochemie" (Milazzo, 1951, S. 53–54, Tab.15) können etliche Werte gefunden werden. Einige Werte entstammen dem Buch "Tabellenbuch der Chemietechnik" (Bierwerth, 2005, S. 91). Einige Schmelztemperaturen wurden dem "Brockhaus ABC Chemie"-Lexikon entnommen. Einige Schmelztemperaturen sind größer als die genannte Messtemperatur. Dies könnte darauf zurückzuführen sein, dass die Schmelze beim Versuch unter Überdruck gesetzt wurde, da niedrigschmelzende Salze oft hohe Dampfdrücke aufweisen und daher zum Verdunsten oder Verdampfen neigen, (siehe: Schmelzdruck) wie im Falle des Aluminiumchlorids. In diesen Fällen kann die Versuchs-Schmelztemperatur tatsächlich absinken im Vergleich zur atmosphärischen Schmelztemperatur.
| Messtemperatur {\displaystyle T_{0}} in °C | Salzschmelze                            | spezifische Leitfähigkeit in S/cm bei {\displaystyle T_{0}} | Temperaturkoeffizient k in K−1 | Schmelztemperatur {\displaystyle T_{S}}in °C |
| ------------------------------------------ | --------------------------------------- | ----------------------------------------------------------- | ------------------------------ | -------------------------------------------- |
| ≈190 (bei 2,5 atm)                         | AlCl3                                   | 0,00000056                                                  | –                              | 192,6 bei Luftdruck                          |
| >194                                       | MoCl5                                   | 0,0000018                                                   | –                              | 194                                          |
| 194                                        | NbCl5                                   | 0,0000002                                                   | –                              | 194                                          |
| 221                                        | TaCl5                                   | 0,0000003                                                   | –                              | 221                                          |
| 230                                        | AgNO3                                   | 0,74                                                        | –                              | 209                                          |
| 236                                        | TeCl4                                   | 0,12                                                        | 0,092                          | 224                                          |
| 250                                        | WCl5                                    | 0,67                                                        | 0,034                          | 248                                          |
| 263                                        | SnCl2                                   | 0,89                                                        | 0,064                          | 246                                          |
| 266                                        | BiCl3                                   | 0,44                                                        | 0,032                          | 230                                          |
| >275                                       | WCl6                                    | 0,0000019                                                   | –                              | 275                                          |
| 294                                        | HgCl2                                   | 0,00052                                                     | 0,0096                         | 276                                          |
| 389                                        | CdI2                                    | 0,19                                                        | 0,11                           | 388                                          |
| 430                                        | Cu2Cl2 (bimolekulares CuCl)             | 3,27                                                        | 0,00749                        | 422                                          |
| 450                                        | CuCl (liegt vermutlich bimolekular vor) | 3,3                                                         | –                              | 432                                          |
| 450                                        | TICl                                    | 1,17                                                        | 0,0299                         | 430                                          |
| 451                                        | BeCl2                                   | 0,0032                                                      | 81                             | 440                                          |
| 460                                        | ZnCl2                                   | 0,051                                                       | 0,29                           | 313                                          |
| 508                                        | PbCl2                                   | 1,48                                                        | 0,0311                         | 501                                          |
| 529                                        | Hg2Cl2                                  | 1,0                                                         | 0,018                          | 525                                          |
| 550                                        | AgCl                                    | 4,65                                                        | –                              | 457,5                                        |
| 550                                        | AgBr                                    | 3,00                                                        | –                              | 434                                          |
| 570                                        | UCl4                                    | 0,34                                                        | 0,082                          | 589                                          |
| 571                                        | CdBr2                                   | 1,06                                                        | 0,0189                         | 567                                          |
| 576                                        | CdCl2                                   | 1,93                                                        | 0,0104                         | 568                                          |
| 594                                        | InCl3                                   | 0,42                                                        | 0,21                           | 586                                          |
| 600                                        | AgCl                                    | 4,44                                                        | 0,00414                        | 457,5                                        |
| 600                                        | AgBr                                    | 3,39                                                        | 0,00501                        | 434                                          |
| 600                                        | AgI                                     | 2,17                                                        | 0,00281                        | 552                                          |
| 605                                        | Cu2I2 (bimolekulares CuI)               | 1,82                                                        | 0,00978                        | 605                                          |
| 660                                        | CsCl                                    | 1,14                                                        | 0,0175                         | 646                                          |
| 710                                        | KI                                      | 1,35                                                        | 0,0170                         | 680                                          |
| 714                                        | YCl3                                    | 0,40                                                        | 0,050                          | 680                                          |
| 729                                        | MgCl2                                   | 1,05                                                        | 0,0162                         | 708                                          |
| 733                                        | RbCl                                    | 1,49                                                        | 0,0141                         | 715                                          |
| 750                                        | KBr                                     | 1,65                                                        | –                              | 730                                          |
| 760                                        | KBr                                     | 1,66                                                        | 0,0120                         | 730                                          |
| 780                                        | LiCl                                    | 7,59                                                        | 0,00132                        | 613                                          |
| 795                                        | CaCl2                                   | 1,99                                                        | 0,0176                         | 772                                          |
| 800                                        | KCl                                     | 2,19                                                        | 0,00959                        | 776                                          |
| 814                                        | ThCl4                                   | 0,67                                                        | 0,027                          | 765                                          |
| 850                                        | NaCl                                    | 3,66                                                        | 0,00601                        | 801                                          |
| 860                                        | KF                                      | 4,14                                                        | 0,0109                         | 856                                          |
| 868                                        | LaCl3                                   | 1,14                                                        | 0,0289                         | 860                                          |
| 900                                        | NaCl                                    | 3,77                                                        | –                              | 801                                          |
| 900                                        | KCl                                     | 2,40                                                        | –                              | 776                                          |
| 900                                        | SrCl2                                   | 1,98                                                        | 0,0146                         | 873                                          |
| 905                                        | LiF                                     | 20,3                                                        | 0,0493                         | 870                                          |
| 959                                        | ScCl3                                   | 0,56                                                        | 0,050                          | 939                                          |
| >962                                       | BaCl2                                   | 1,71                                                        | 0,0175                         | 962                                          |
| 1000                                       | BaCl2                                   | 2,05                                                        | –                              | 962                                          |
| 1000                                       | NaF                                     | 3,15                                                        | 0,0263                         | 992                                          |

Für von der Messtemperatur {\displaystyle T_{0}} abweichende Temperaturen kann die zu erwartende Leitfähigkeit durch den Temperaturkoeffizienten k der Schmelze berechnet werden:
{\displaystyle \kappa _{\text{Salz}}^{(T)}=\kappa _{\text{Salz}}^{(T_{0})}\cdot (1+k^{(T_{0})}\cdot (T-T_{0}))}
Der Temperaturkoeffizient gilt sicher meist über viele hundert Kelvin hinweg. Aus welchen Werten er genau berechnet wurde, war nicht angegeben. Der hier genannte Wert wurde aus der bei Milazzo genannten Konstante {\displaystyle b} berechnet für die Messtemperatur {\displaystyle T}. Dazu wurde {\displaystyle b} geteilt durch 100 und ebenfalls geteilt (normiert) durch {\displaystyle a} (spezifische Leitfähigkeit bei Messtemperatur).
Der absonderlich hohe Wert für {\displaystyle k} bei Berylliumchlorid resultiert wahrscheinlich aus einem starken Ansteigen des Dissoziationsgrades schon bei leichter Anhebung der Temperatur (schwach dissoziierter Elektrolyt!). Insgesamt liegen die meisten Temperaturkoeffizienten {\displaystyle k} in der bekannten Größenordnung von Ionen in wässriger Lösung (≈0,02).
Einige Salze liegen sogar in der Schmelze (meist nur bis kurz über dem Schmelzpunkt) fast gar nicht dissoziiert in Ionen vor (molekulare Schmelze) und haben daher sehr geringe Leitfähigkeit. Beispielsweise Aluminiumchlorid. Bei höheren Temperaturen kann dann die Leitfähigkeit in solchen Fällen stark zunehmen oder sogar sprunghaft ansteigen.
Die Äquivalentleitfähigkeit kann berechnet werden, wenn die Dichte der Salzschmelze bekannt ist, bzw. das molare Volumen (in Kubikzentimeter je mol) oder die molare Konzentration (je Kubikzentimeter).
Milazzo nennt für mehrere Salze Werte des molaren Volumens bei Schmelztemperatur. Außerdem nennt er für viele Salze das molare Volumen bei der jeweiligen Messtemperatur der spezifischen Leitfähigkeit.
| Salzschmelze | Schmelz-Temperatur {\displaystyle T_{S}} in °C | Äquivalentleitfähigkeit {\displaystyle \Lambda } in S·cm2/mol bei {\displaystyle T_{S}} | Molmasse M in g/mol | Molvolumen {\displaystyle v_{M}} der Schmelze in cm3/mol | Dichte {\displaystyle \rho _{\text{Schmelze}}} der Schmelze in g/cm3 | Dichte {\displaystyle \rho } des Salzes bei 20 °C in g/cm3 |
| ------------ | ---------------------------------------------- | --------------------------------------------------------------------------------------- | ------------------- | -------------------------------------------------------- | -------------------------------------------------------------------- | ---------------------------------------------------------- |
| LiCl         | 613                                            | 166                                                                                     | 42,39               | 28,0 (613 °C) / 28,3 (780 °C)                            | 1,51/1,50                                                            | 2,068                                                      |
| NaCl         | 801                                            | 133,5                                                                                   | 58,44               | 51,7 (801 °C) / 37,7 (850 °C)                            | 1,13/1,55                                                            | 2,17                                                       |
| KCl          | 776                                            | 103,5                                                                                   | 74,55               | 61,2 (776 °C) / 48,8 (800 °C)                            | 1,22/1,53                                                            | 1,984                                                      |
| RbCl         | 715                                            | 78,2                                                                                    | 120,92              | 70,5 (715 °C) / 53,7 (733 °C)                            | 1,72/2,25                                                            | 2,76                                                       |
| CsCl         | 646                                            | 66,7                                                                                    | 186,36              | 77,5 (646 °C) / 59,9 (660 °C)                            | 2,40/3,11                                                            | 3,97                                                       |
| BeCl2        | 440                                            | 0,086                                                                                   | 79,92               | 53,8 / 52,7 (451 °C)                                     | 1,49/1,52                                                            | 1,901 (25 °C)                                              |
| MgCl2        | 708                                            | 28,2                                                                                    | 95,21               | 81,4 (708 °C) / 56,6 (729 °C)                            | 1,17/1,68                                                            | 2,32                                                       |
| CaCl2        | 772                                            | 51,9                                                                                    | 110,98              | 88,0 (772 °C) / 60 (795 °C)                              | 1,26/1,85                                                            | 2,15                                                       |
| SrCl2        | 873                                            | 55,7                                                                                    | 158,53              | 62,6 (873 °C) / 58,7 (900 °C)                            | 2,53/2,70                                                            | 3,05                                                       |
| BaCl2        | 962                                            | 64,6                                                                                    | 208,23              | <75,6 (>962 °C) / 66,3 (ca. 1000 °C)                     | 2,35/2,68                                                            | 3,913                                                      |
| AlCl3        | ca. 190 (bei 2,5 atm)                          | 0,000015                                                                                | 133,34              | 80 (ca. 190 °C) / 101 (ca. 190 °C)                       | 1,67/1,32                                                            | 2,44                                                       |
| ScCl3        | 939                                            | 15                                                                                      | 151,31              | 80 (959 °C) / 91 (959 °C)                                | 1,89/1,66                                                            | 2,39                                                       |
| YCl3         | 680                                            | 9,5                                                                                     | 195,26              | 71 (714 °C) / 77,5 (714 °C)                              | 2,75/2,52                                                            | 2,81                                                       |
| LaCl3        | 860                                            | 29,0                                                                                    | 245,26              | 99,3 (860 °C) / 77,8 (868 °C)                            | 2,47/3,15                                                            | 3,842 (25 °C)                                              |
| ThCl4        | 765                                            | 16                                                                                      | 373,85              | 95 (814 °C) / ohne Angabe                                | 3,93/ohne Angabe                                                     | 4,59                                                       |

Anmerkungen zur Tabelle: Die mit Schrägstrich getrennten „Doppelwerte“ sind erstens der aus der bei Milazzo genannten Äquivalentleitfähigkeit {\displaystyle \Lambda } (für Schmelztemperatur) berechnete Wert des molaren Volumens der Salzschmelze. Zweitens der bei Milazzo direkt genannte Wert (vermutlich gültig für die Messtemperatur) der spezifischen Leitfähigkeit – siehe erste Tabelle. Für die Berechnung wurde mit dem Temperaturkoeffizienten {\displaystyle k} die spezifische Leitfähigkeit {\displaystyle \kappa } von der Messtemperatur auf die Schmelztemperatur umgerechnet.
Bei einigen Salzen war dies nicht möglich, hier wurde die spezifische Leitfähigkeit bei Messtemperatur direkt verwendet. Die Doppelwerte der Dichten der Salzschmelzen wurden aus beiden Werten der molaren Volumina berechnet.
Hinweis: Die genannten und/oder berechneten Werte (Äquivalentleitfähigkeit/molares Volumen/Dichte der Schmelze) aus den Originalquellen enthalten definitiv Ungenauigkeiten oder erhebliche Fehler. Das Molare Volumen einer Flüssigkeit/Schmelze muss bei Temperaturerhöhung immer zunehmen. Die Dichte der Schmelze muss dabei abnehmen. Daher sind die berechneten und die in der Originalquelle genannten Werte nur größenordnungsmäßig richtig und als Richtwerte zu verstehen. Es ist sicher schwierig bei hohen Temperaturen die Dichte einer Salzschmelze genau zu bestimmen. Insofern sind die hier genannten Dichten der Schmelzen, die genannten molaren Volumen der Schmelzen und letztlich die genannten Äquivalentleitfähigkeiten der Salzschmelzen als Richtwerte zu verstehen.

#### Berechnung der Äquivalentleitfähigkeit von Salzschmelzen
Die hier verknüpften Größen sind:
- die direkt messbare spezifische Leitfähigkeit {\displaystyle \kappa } in S/cm
- die berechenbare molare Leitfähigkeit der Schmelze {\displaystyle \Lambda _{m}} in S·cm2/mol
- die berechenbare Äquivalentleitfähigkeit {\displaystyle \Lambda _{\text{äqui}}} der Schmelze in S·cm2/mol
- das molare Volumen {\displaystyle v_{m}^{*}} der Schmelze in cm3/mol
- die molare Konzentration {\displaystyle c^{*}} (*: je Kubikzentimeter) der Schmelze in mol/cm3
- Äquivalentkonzentration {\displaystyle c_{\text{äqui}}^{*}} (je Kubikzentimeter) der Schmelze in mol/cm3 bzw. Äquivalenten/cm3
- das Äquivalentvolumen {\displaystyle v_{\text{äqui}}^{*}} der Schmelze in cm3/Äquivalent
- die Molmasse M des Salzes in g/mol
- die Dichte {\displaystyle \rho _{\text{Schmelze}}^{*}} der Schmelze in g/cm3
- Ladungsaustauschzahl {\displaystyle z} (effektive Wertigkeit der Ionen, ist für Bariumchlorid beispielsweise 2)

es gelten nun folgende Zusammenhänge:
{\displaystyle {\frac {1}{c^{*}}}=v_{m}^{*}}
{\displaystyle z\cdot c^{*}=c_{\text{äqui}}^{*}}
{\displaystyle {\frac {1}{z\cdot c^{*}}}=v_{\text{äqui}}^{*}={\frac {v_{m}^{*}}{z}}={\frac {M}{z\cdot \rho _{\text{Schmelze}}}}}
{\displaystyle \Lambda _{\text{m}}={\frac {\kappa \cdot M}{\rho _{\text{Schmelze}}}}}
{\displaystyle \Lambda _{\text{äqui}}=\kappa \cdot v_{\text{äqui}}^{*}={\frac {\kappa \cdot v_{m}^{*}}{z}}={\frac {\kappa }{z\cdot c^{*}}}={\frac {\kappa \cdot M}{z\cdot \rho _{\text{Schmelze}}}}}
und letztlich:
{\displaystyle \rho _{\text{Schmelze}}={\frac {\kappa \cdot M}{z\cdot \Lambda _{\text{äqui}}}}}.
Die Werte der molaren Leitfähigkeit und der Äquivalentleitfähigkeit sind konzentrationsabhängig und temperaturabhängig!
Könnten die Überführungszahlen der Ionen in der Schmelze durch einen Hittorf-Versuch bestimmt werden, so könnten die Äquivalentleitfähigkeiten der Kationen und Anionen in der Schmelze bei Messtemperatur ermittelt werden, und letztlich sogar die Ionenbeweglichkeiten. In Hochtemperatur-Schmelzen wird dies praktisch aber eher nicht möglich sein.

#### Vergleich der spezifischen Leitfähigkeit und Äquivalentleitfähigkeit von Lösung und Salzschmelze
Der Vergleich soll hier am Beispiel von Natriumchlorid erfolgen. Er zeigt deutlich die Bedeutung der Äquivalentleitfähigkeit und ihren Zusammenhang zur spezifischen Leitfähigkeit auf. Obwohl die Temperatur der Salzschmelzen viel höher ist als die der wässrigen Lösungen, ist deren Äquivalentleitfähigkeit nur unwesentlich größer als die der idealverdünnten wässrigen Lösung (c = 0). Dies liegt an der viel höheren dynamischen Viskosität der Salzschmelze im Vergleich zu der von Wasser bei 19 °C oder 25 °C. Die Ionen haben einen größeren mechanischen Widerstand (Reibungskraft)zu überwinden bei der Diffusion durch die Schmelze unter dem Einfluss des elektrischen Feldes E (Feldstärke).
| Elektrolyt NaCl | Temperatur T in °C | spezifische Leitfähigkeit {\displaystyle \kappa } in S/cm | molare Konzentration c in mol/l | molare Konzentration {\displaystyle c^{*}} in mol/cm3 | Äquivalentleitfähigkeit {\displaystyle \Lambda } in S·cm2/mol bei {\displaystyle T} | Molvolumen {\displaystyle v_{m}} der Schmelze in cm3/mol | Dichte {\displaystyle \rho _{\text{Schmelze}}} der Schmelze in g/cm3 |
| --- | ------------------ | --------------------------------------------------------- | ------------------------------- | ----------------------------------------------------- | ----------------------------------------------------------------------------------- | -------------------------------------------------------- | -------------------------------------------------------------------- |
| Salzschmelze | 900                | 3,77                                                      | ?                               | ?                                                     | > 142 zu erwarten                                                                   | ?                                                        | ?                                                                    |
| Salzschmelze | 850                | 3,66                                                      | ≈ 26,5 (unsicher)               | ≈ 0,0265 (unsicher)                                   | ≈ 138,1 (unsicher)                                                                  | ≈ 37,7 (unsicher)                                        | ≈ 1,55 (unsicher)                                                    |
| Salzschmelze | 801                | ≈ 2,58 (recht sicher)                                     | ≈ 19,3 (unsicher)               | ≈ 0,0193 (unsicher)                                   | ≈ 133,5 (unsicher)                                                                  | ≈ 51,7 (unsicher)                                        | ≈ 1,13 (unsicher)                                                    |
| wässrige Lösung (idealverdünnt)                                                                                         | 25                 | {\displaystyle 0^{*}}                                     | 0                               | 0                                                     | 126,4 (Grenzleitfähigkeit in Wasser bei 25 °C)                                      | -                                                        | -                                                                    |
| wässrige Lösung | 25                 | 0,0001237                                                 | 0,001                           | 0,000001                                              | 123,7                                                                               | -                                                        | -                                                                    |
| wässrige Lösung | 25                 | 0,001185                                                  | 0,01                            | 0,00001                                               | 118,5                                                                               | -                                                        | -                                                                    |
| wässrige Lösung | 25                 | 0,010067                                                  | 0,1                             | 0,0001                                                | 106,7                                                                               | -                                                        | -                                                                    |
| wässrige Lösung | 25                 | 0,0858                                                    | 1,0                             | 0,001                                                 | 85,8                                                                                | -                                                        | -                                                                    |
| wässrige Lösung (idealverdünnt)                                                                                         | 19                 | {\displaystyle 0^{*}}                                     | 0                               | 0                                                     | 109,0 (Grenzleitfähigkeit in Wasser bei 19 °C)                                      | -                                                        | -                                                                    |
| wässrige Lösung | 19                 | 0,0001065                                                 | 0,001                           | 0,000001                                              | 106,5                                                                               | -                                                        | -                                                                    |
| wässrige Lösung | 19                 | 0,0010195                                                 | 0,01                            | 0,00001                                               | 101,95                                                                              | -                                                        | -                                                                    |
| wässrige Lösung | 19                 | 0,00920                                                   | 0,1                             | 0,0001                                                | 92,0                                                                                | -                                                        | -                                                                    |
| wässrige Lösung | 19                 | 0,07435                                                   | 1,0                             | 0,001                                                 | 74,35                                                                               | -                                                        | -                                                                    |
| {\displaystyle *:} Die Eigenleitfähigkeit von Reinstwasser bei Raumtemperatur liegt in der Größenordnung von >50 nS/cm. |                    |                                                           |                                 |                                                       |                                                                                     |                                                          |                                                                      |

Für Schmelze und Lösung gilt hier wieder allgemeingültig wie für jeden ionischen Elektrolyten:
{\displaystyle \kappa ^{(c,T)}=z\cdot c^{*}\cdot \Lambda _{\text{äqui, c}}^{(T)}}
Die Ladungsaustauschzahl z ist für Natriumchlorid 1.
Hinweis: Die genannten und/oder berechneten Werte für Schmelzen (Äquivalentleitfähigkeit/molares Volumen/Dichte) aus den Originalquellen enthalten definitiv Ungenauigkeiten oder erhebliche Fehler. Das Molare Volumen einer Flüssigkeit/Schmelze muss bei Temperaturerhöhung immer zunehmen. Die Dichte der Schmelze muss dabei abnehmen. Daher sind die berechneten und die in der Originalquelle genannten Werte nur größenordnungsmäßig richtig und als Richtwerte zu verstehen. Es ist sicher schwierig bei hohen Temperaturen die Dichte einer Salzschmelze genau zu bestimmen. Insofern sind die hier genannten Dichten der Schmelzen, die genannten molaren Volumen der Schmelzen und letztlich die genannten Äquivalentleitfähigkeiten der Salzschmelzen als Richtwerte zu verstehen.
genutzte Datenquellen:
- Elektrochemie. 1951.[21]
- Tabellen zur Chemie. 1991.[22]
- Tabellenbuch Chemietechnik. 2005.[23]

## Der von einem Ioni im elektrischen FeldEbeigebrachte TeilstromJi
Jede – bei den herrschenden Elektrodenpotentialen an den Elektroden entladbare (siehe Zersetzungspotential) – Ionenart i bringt im elektrischen Feld E einen Strom (Teilstrom) Ji zum Gesamtstrom des Elektrolyten bei:
{\displaystyle J_{i}=F\cdot E\cdot A\cdot c_{i}\cdot z_{i}\cdot v_{i}}
mit
- der Faradaykonstante F
- der Feldstärke E * {\displaystyle E={\frac {U}{l}}}(bzw. elektrische Spannung U je Elektrodenabstand l)
- der Elektrodenoberfläche A (in Quadratzentimeter)
- der molaren Konzentration {\displaystyle c_{i}} (Stoffmenge des Ions i pro Kubikzentimeter)
- der Ladungszahl (Ladungsaustauschzahl) z (oder n) des Ions
- der Ionenbeweglichkeit v.

Der Gesamtstrom Iges (Elektrolyse strom) setzt sich additiv aus den Teilströmen Ji aller sich tatsächlich entladenden Ionen i zusammen.
Welche Ionen entladen werden, hängt von den Elektrodenpotentialen und der Stromdichte ab.

## Nernst-Einstein-Beziehung
Die Beweglichkeit v (oder {\displaystyle \mu }) von Ionen in elektrischen Feldern wird beschrieben durch die Einstein-Smoluchowski-Beziehung in Verbindung mit Diffusionskoeffizienten aus dem 1. Fickschen Gesetz. Diese Darstellung wird gelegentlich auch als „Nernst-Einstein-Beziehung“ bezeichnet:
{\displaystyle \mu =v={\frac {q}{k\cdot T}}\cdot D}
mit
- Ladung {\displaystyle q} der Teilchen
- die Boltzmann-Konstante {\displaystyle k}
- die absolute Temperatur {\displaystyle T}
- Diffusionskoeffizient {\displaystyle D} der Teilchen im Medium.

## Einfluss auf die Überführungszahl eines Ions
Die Überführungszahl hängt ab von der Ionenkonzentration (alternativ: von der Molalität) und von der Ionenbeweglichkeit:
- ist die Konzentration der Ionensorte {\displaystyle i} hoch, so kann von diesen Ionen ein großer Anteil des elektrischen Stroms transportiert werden.
- ist die Ionenbeweglichkeit einer Ionensorte hoch, so kann von diesen schnellen Ionen ebenfalls ein größerer Teil des Stroms transportiert werden als von langsamen Ionen.

Hydroniumionen und Hydroxidionen können viel mehr Strom transportieren als andere Ionen, da sie einen besonderen Ladungsaustausch-Mechanismus („Extraleitfähigkeit“) benutzen; siehe hierzu Grotthuß-Mechanismus. Sie wandern also real viel langsamer als theoretisch berechnet, reichen weitgehend nur ihre Ladungen an benachbarte gleiche Ionen des Lösemittels Wasser weiter. Der Maximalwert dieser Extraleitfähigkeit wird bei etwa 150 °C in Wasser erreicht.
Siehe auch: Zusammenhang zwischen Überführungszahl und Diffusionskoeffizient des Ions

## Nutzung
Die unterschiedliche Ionenbeweglichkeit wird in verschiedenen Elektrophorese-Methoden genutzt, um ionische Substanzen im elektrischen Feld zu trennen und z. B. getrennt einer Messung zuzuführen.
Die Ionenbeweglichkeit in der Gasphase spielt bei analytischen Instrumenten wie den Ionen-Mobilitäts-Spektrometern eine wesentliche Rolle. Hier wird die unterschiedliche Driftgeschwindigkeit von Ionen in einem äußeren elektrischen Feld ausgenutzt, um eine Trennung verschiedener Analyte nach deren Ionisierung zu erreichen.